# Історія Дрогобича
Історія Дрогобича

## У часиКиївської Русі
Місто виникло на території, що належала Галицько-Волинському князівству.

## У часи Королівства Польського та Речі Посполитої
З 1339 року, після захоплення земель Галицько-Волинського князівства польським королем Казимиром III, Дрогобичина входить до Перемишльської землі (пол. Ziemia przemyska, з 1434 року — у складі Руського воєводства (пол. Województwo ruskie)): спочатку, з 1340 по 1569 роки, у складі Королівства Польського (пол. Korona Królestwa Polskiego), а, після заключення Люблінської унії, з 1569 по 1772 роки — у складі Республіки Обох Народів (Речі Посполитої, пол. Rzeczpospolita Obojga Narodów), (староукр. «Рѣчъ посполитая ѡбоига народовъ»).
До 15 століття Дрогобич був центром волості, на чолі якої стояв воєвода. Його права і обов'язки приблизно відповідали посаді польських старост. У 15 столітті замість волості утворено повіт (пол. powiat Drohobycki). До того ж періоду належать перші письмові документи про міське самоврядування. В актах за 1407 та 1408 роки є згадки про дрогобицьких радників, а за 1413 рік — про війта. Ще один запис свідчить, що у 1419 році Юрко Рус та Петро, дрогобицький війт, стали львівськими міщанами.
В 1422 році до міста приєднано засноване війтом Миколою Рішем село Грушів і Дрогобичу надано магдебурзьке право. Це показує, наскільки важливим був розвиток міської економіки взагалі й солеваріння зокрема для польського королівства. Грамота була одна, стосувалася і війта, і міщан. Згідно з цим привілеєм місце міського війта зайняв магнат Ян Менжик.
У 1445—1446 роках війтом Дрогобича був Якшан, родом зі Залізної Волі.
У 1460 році Казимир IV Ягеллончик підтвердив привілеї міста, видавши для цього «на прохання… райців» (тобто членів Ради Дрогобича) дві грамоти, окремо для війта та міщан. Війт очолив міський суд-Лаву, до складу якого входили дрогобицькі міщани, а посада війта передавалась при потребі його спадкоємцям або продавалась, повністю чи частинами. У другій підтверджено припинення дії «всіх польських і руських законів та різних звичаїв, які суперечать німецькому магдебурзькому праву». Міщани звільнялись від влади чи суду королівських урядовців й підлягали лише суду міському згідно з принципами й засадами магдебурзького права. Адміністративною владою в місті та законними представниками інтересів громади Дрогобича ставали члени міської ради, очолюваної бургомістром.
У році 1467 двоє з кількох спадкоємців Якшана, яким на той час належало війтівство, продали свою частку іншому шляхтичу за 5 селян-кріпаків (кметів) та сотню угорських золотих дукатів. Такий поділ війтівської влади між кількома особами на деякий час підвищив роль міської Ради.
1468 року шляхтич Ян Жешовський (пом. 1477/1478) гербу Півкозич без успіху мав процес у вищому суді німецького права у Кракові з Янушем Яксаном (пол. Janusz Jaksan) зі Свиньчі (пол. Świńcza, нині село Сьвільча (пол. Świlcza) поблизу Ряшева) щодо війтівства у Дрогобичі та половини війтівства у Ряшеві, які йому продали братанки Януша Яксана. Пізніше мав процес щодо мита в Ряшеві з Ядвігою Яксан, став перемишльським каштеляном. Його дружиною була молодша на покоління Барбара Рабштинська, дочка Анджея з Тенчина і Рабштина гербу Сокира (Топор), сестра віслицького каштеляна Яна Рабштинського (пом. 1498/1499). 1485 року шляхтич Ян Ряшівський (Жешовський, гербу Півкозич) знову зібрав всі права на війтівство у своїх руках.
У 1515 році Ян передав війтівство своїй матері Барбарі та вітчиму Янові Камйонацькому (пол. Jan Kamionacki гербу Копач) з Камйонача (пол. Kamionacz), котрий у 1523 році став ще й дрогобицьким старостою, поєднуючи обидві посади та репрезентуючи одночасно і королівський уряд, й міську владу за магдебурзьким правом. А його наступник, магнат Войцех Стажеховський, який став старостою в 1539 році, просто узурпував війтівську владу, зробивши дрогобицького війта лише виконавцем своїх особистих розпоряджень. Так само чинили всі наступні старости, призначаючи війтів з числа найзаможніших мешканців Дрогобича. Старостинський замок (до нашого часу, на жаль, не зберігся) знаходився на території, обмеженій сучасними вулицями Стрийською та Грушевського, на проміжку від вулиці Карпатської до вулиці Винниченка, мабуть десь недалеко від шпихліру.
1540 року король Сигізмунд I Старий заборонив українцям (русинам) будувати церкву Святої Трійці в частині міста, оточеній мурами.
1569 року вперше у дрогобицьких міських актах зустрічається згадка про євреїв. А через дев'ять років, в 1578, польський король Стефан Баторій заборонив євреям проживати в місті та вести торгівлю в усі дні, крім ярмаркових. Це обмеження діяло аж до кінця 17 століття.

## У часи Габсбургів
В 1772 році внаслідок першого поділу Польщі Східна Галичина відійшла до імперії Габсбургів, а разом з нею і Дрогобич. Австрійська влада пояснювала це спадковими правами угорських королів (а Габсбурги носили цей титул, починаючи з Альбрехта II) на дану територію, бо з 1214 по 1221 роки Коломан (син Андреша II) з династії Арпадів був королем Галицько-Волинської держави. Землі стали окремою адміністративною одиницею й називались «Королівство Галіції і Лодомерії». В цій назві «Галіція» — це німецькомовна назва Галицького князівства, а «Лодомерія» — спотворена назва міста Володимира, столиці Волинського князівства. Королівство входило до складу Австрійської імперії (нім. Kaisertum Österreich), а з 1867 року, згідно з австро-угорською угодою, до складу Австро-Угорщини (нім. Die im Reichsrat vertretenen Königreiche und Länder und die Länder der heiligen ungarischen Stephanskrone).
16 жовтня 1772 року спеціальним декретом старий адміністративний апарат ліквідовано і запроваджено, як і в інших провінціях, централізовану систему управління. Керував коронним краєм губернатор, який відповідав за свої дії лише перед Віднем. Губернатором Галичини призначено Г. Ауершперґа.
У грудні 1773 року Королівство поділено на 9 округів, очолюваних старостами, та 59 районів, керованих директорами. Дрогобич став районним центром № 7 четвертого Самбірського округу.
1775 року кількість районів у провінції зменшено до 29-ти. Місто надалі залишається райцентром Самбірського округу, лише під № 3. 22 березня 1782 року монаршим патентом поділ на райони ліквідовано. 1783 року уряд видав декрет, який вимагав узгоджувати адміністративні та правові відносини в містах з принципами магдебурзького права. Всі центри округів, а серед них і Самбір, автоматично ставали державними, імператорсько-королівськими містами, мешканців яких звільнялись від різноманітних повинностей. Надавали цей ранг й іншим містам, але сумарно на більше десяти в кожному окрузі.
26 червня 1788 року такий статус декретом Марії Терези отримав Дрогобич. А за іншим декретом, виданим в попередньому, 1787 році, в місті запрацював магістрат на чолі з бургомістром, роботу якого в той час віденські ревізори вважали зразковою. Бургомістрами Дрогобича були Франц Маєргоффер (з 1787 по 1807 рік), Еміль Фестенбург (до 1834 року), Зих та ін.
У 1814 році управитель соляних копалень Й. Геккель спорудив першу примітивну нафтоперегінну установку.
1815 року кількість округів збільшено до 18-ти. Дрогобич, а разом з ним міста Добромиль, Старий Самбір та Стара Сіль, входить до складу дев'ятого Самбірського округу.
У 1817 році військові казарми і солеварні Дрогобича вперше в Європі освітлювали гасом. 1822 року першу нафтову лампу встановлено перед ратушею. 1836 року розпочато освітлення міських вулиць.
1846 року коронний край поділено на 74 повіти й Дрогобич став центром однойменного повіту Самбірського округу.
У 1883 році за правління Франца Йосифа I почала виходити німецькомовна «Дрогобицька газета» (нім. «Drohobyczer Zeitung»), яка стала виразником інтересів юдейської еліти міста. Це був перший політичний часопис в Дрогобичі.

Панорама Дрогобича. 1910 рік

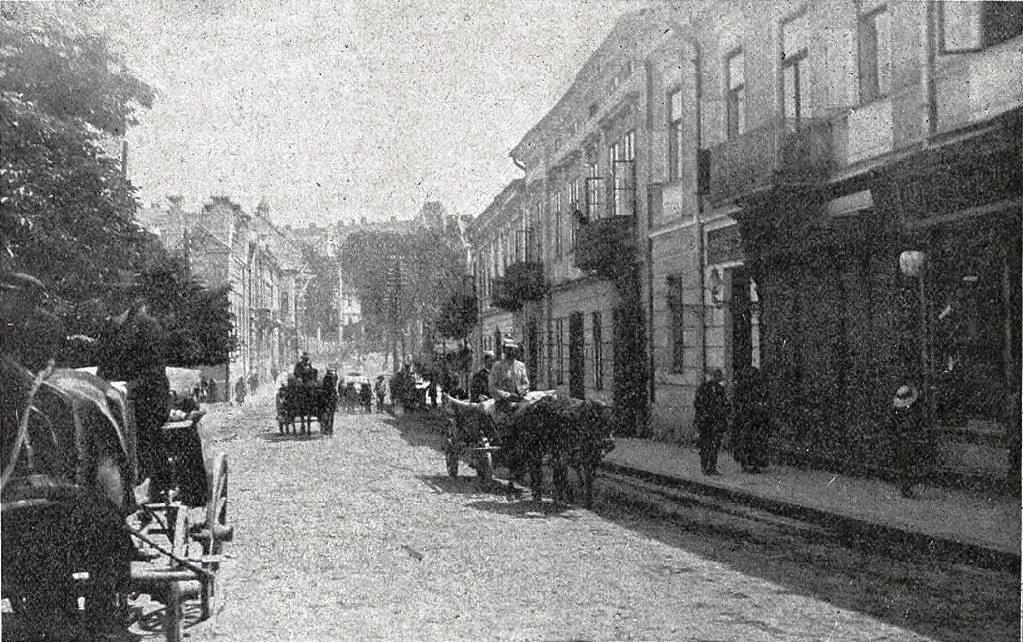
1911 рік Вулиця Стрийська, нині вулиця Івана Мазепи.

З 1888 по 1898 роки посаду міського бургомістра займав гімназійний вчитель українець за національністю Ксенофонт Охримович, який, крім того, в 1880-1890-х роках був депутатом від Дрогобича до Галицького крайового сейму.
У червні 1911 року під час виборів до австрійського парламенту урядові війська та жандарми розстріляли виборців, які протестували проти порушень під час виборів.
1912 року відбувся перший з'їзд українського «Пласту», описаний в львівському часописі «Вісти з Запорожа», на якому, серед 16 делегацій, були присутні й представники з Дрогобича.

### Перша світова війна
28 червня 1914 року серб Гаврило Принцип у Сараєві вбив спадкоємця австро-угорського престолу ерцгерцог Фердинанд. Вибухнула Перша світова війна. Після перших поразок на фронтах влада розпочала на Галичині репресії проти організацій москвофільського спрямування та їх учасників, більшість з яких було вивезено в концентраційні табори Талергоф (Австрія) та Терезін (Чехія).

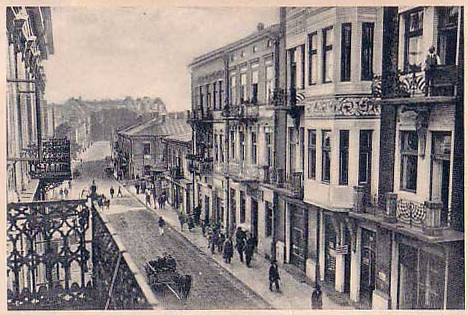
Вулиця Стрийська, нині вул Мазепи. Початок XX ст.

1 серпня для спільного захисту прав українців та вираження їхніх інтересів Національно-Демократична (НДП), Соціал-демократична та Радикальна партія утворили у Львові Головну Українську Раду (ГУР), яку очолив лідер НДП Кость Левицький.

Готель «Європа», нині будинок №1 по вул. Ковальській. Початок XX ст

3 серпня Рада видала маніфест, у якому закликала підтримати Габсбургів у боротьбі проти Російської імперії. Пізніше створено Бойову управу, яка сформувала 4 серпня легіон Українських Січових Стрільців (УСС). До нього дали згоду вступити майже 28 000 добровольців, зокрема записались майже всі члени дрогобицького Пласту, значну активність проявили мешканців Борислава та сусідніх з ним Тустанович (тепер частина міста), села Ясениця-Сільна, але влада, очевидно, під впливом поляків побоялася створити великий військовий підрозділ з українців, тому дала дозвіл на значно меншу кількість — лише 2 500. А як би вони, вишколені, здисципліновані, згодились у майбутньому ЗУНР у боротьбі з 80-тисячною армією Галлера…
Бойове хрещення УСуСуси пройшли в Галицькій битві, яка розпочалася 5 серпня і тривала до 13 вересня. Разом з іншими частинами генерала Людендорфа січовики на лінії Самбір — Комарно — Дрогобич тримали оборону проти Третього (Кавказького) корпусу 8-ї російської армії генерала Брусилова, що наступали в напрямку Самбір — Перемишль.
14 серпня новостворена Дрогобицько-Бориславська сотня під командуванням Григорія Коссака вирушила на фронт, де у вересні влилася в Український легіон на чолі з Михайлом Галущинським.
Під натиском ворога основна маса австро-угорських військ відійшла на захід, а стрільці відступили на Закарпаття і зайнялися військовою підготовкою.
16 вересня російські війська зайняли Дрогобич. Донські козаки грабували крамниці в центрі міста, більшість з яких належала євреям, зокрема, на площі Ринок, але до погромів не дійшло. Як заявив очільник окупаційної влади в Галичині граф О.Бобринський:

| «Галичина і Лемківщина споконвічна корінна єдиної, великої Росії… весь устрій має бути оснований на російських засадах. Я тут буду заводити російську мову, закон і порядки». |
Керівником Дрогобицького повіту призначено Рапота, згодом — А.Тилло, бургомістром Дрогобича став Тюнін, а управителем солеварень — М.Івасечко.
Залишився опис міста, який зробив у нарисі «По Галичині» знаний російський та радянський письменник Олексій Толстой, побувавши в ньому військовим кореспондентом у жовтні:

| «Дрогобич… — цілком уже європейське місто; на широких, освітлених електрикою вулицях — чудові будинки і красиві вілли … Це — заводське місто, де нафта, яка поступає самопливом з Борислава, переробляється на вазелін, бензин тощо; тут же стоять великі спиртоочисні заводи». |
Того ж місяця ц. і к. 2-а армія вдарила по ворогу на відрізку Хирів — Самбір — Дрогобич, а двом сотням стрільців на чолі з Г.Коссаком та С.Шухевичем наказано відбити місто. У своєму карпатському поході 18 жовтня вони підійшли до Борислава, Дрогобича і Нагуєвич. Розгромивши під Сільцем втричі більші сили ворога, сотня Коссака 20 жовтня звільнила місто, а ще вранці того дня було відвойовано Стрий. Та, не маючи достатніх резервів, під натиском переважних військ противника, підрозділи комб. КГ генерал-майора П. Гофманна були змушені залишити місто і відступити знову у Карпати.

Кам'яниця Лявтербахів. 1915 року при відступі російських військ дім був підпалений.

У січні та лютому 1915 року в Карпатах тривали виснажливі бої між австро-угорськими військами, які намагалися атакувати по всьому фронту, зокрема й у напрямку Ужгород-Самбір, та російськими, якими в цілому Підгір'ї командував генерал Каледін, а саме на Дрогобиччині — генерал-лейтенант А.Денікін.
18 квітня австрійські та німецькі війська розпочали на фронті між містами Горлиці і Тарнів наступ при підтримці авіації та артилерії, котра з 200 гармат випустила 700 000 снарядів, на які росіяни змогли відповісти лише близько 40 пострілами з 4-х своїх. Відступаючи, окупанти підпалили нафтові стави біля села Модричі, три стави з нафтою між селами Болехівці і Рихтичі та будинки на площі Ринок.
Влада Австро-Угорщини у травні відзначила вклад мешканців Дрогобиччини в перемогу встановленням в місті фігури збройного лицаря (нім. Wehrmann) як оборонця з метою збору пожертв для постраждалих у війні українських вдів і сиріт. Такі ж встановлено у Львові та Перемишлі, але вони належали Червоному Хресту цісарської монархії. Крім того, видано листівку «Битва на російсько-австрійському фронті під Дрогобичем», на якій зображено, як війська цісара Франца Йосифа та кайзера Вільгельма спільно вриваються на позиції росіян, частина з яких пробує вчинити опір, інші деморалізовані навальною атакою чи здаються в полон.
Після відступу російської армії легіон реорганізовано у Перший полк УСС. До його складу, як зафіксовано в списку від 1 червня 1916 року, входило чимало дрогобичан та мешканців навколишніх сіл, а саме: Булавний відділ (штаб) — Осип Бойко та Іван Кондратів (обидва з села Добрівляни); 1-ша сотня — отаман Григорій Коссак і чотар Василь Коссак (Дрогобич), Карло Кобилецький (Ясениця-Сільна); 2-га сотня — чотар Петро Франко (син І.Франка);
3-тя сотня — Євген Іваницький (Дрогобич), Яким Грех (Воля Якубова); 4-та сотня — Осип Бабій (Вороблевичі); 5-та сотня — Михайло Матчак, Василь Біньковський та Іван Кобрин (Воля Якубова), Василь Ортинський, Лука Луців, Семен Скічніві й Михайло Стецюк (Грушів), Ілько Кузан (Губичі), Петро Берегуляк (Добрівляни), Семен Пеклич (Дрогобич), Михайло Гарбяк (Меденичі), Микола Стеців і Стах Стеців (Нагуєвичі), Федь Сеньків (Опака), Теодор Левицький (Рихтичі), Маріян Барків (Східниця), Микола Сеньків та Кость Яцуляк (Ясениця-Сільна); 6-та сотня — Андрій Мельник (Воля Якубова), Михайло Савчин (Східниця), Василь Болонний і Михайло Турок (Тустановичі); Технічна сотня — Василь Лехуш (Воля Якубова), Іван Мацьків (Добрівляни), Федір Паньків (Рихтичі), Яким Пронь (Східниця), Іван Вовків і Дмитро Сеньків (Ясениця-Сільна). Це далеко не повний перелік. Значна частина з них згодом брали активну участь в встановленні влади ЗУНР, захищали її в лавах УГА.

## Часи ЗУНР
3 березня 1918 року близько 50 000 українців, як дрогобичан, так і мешканців навколишніх сіл, провели на площі Ринок маніфестацію у зв'язку з підписанням Берестейського миру і визнання суверенної держави України.
У середині 1918 року Австро-Угорська імперія агонізувала, доживаючи свої останні дні перед розпадом. Її складові частини ставали незалежними державами. У Галичині найпотужнішою політичною силою була Українська національно-демократична партія, яка й очолила у вересні процес передачі влади від Габсбургів до представників української громади краю. Утворено Центральний Військовий Комітет, а 18 жовтня політичний орган — Українську Національну Раду, яка мала свій Статут. На відміну від Львова, Перемишля, чи навіть сусідніх Борислава й Самбора, у Дрогобичі обійшлося практично без пролиття крові між українцями та поляками.
1 листопада УНР видала відозву до українського народу. Цей день також вважають початком Українсько-польської війни 1918—1919 років, що тривала аж по 17 липня 1919 року.
9 листопада 1918 року Українська Національна Рада на своєму засіданні проголосила створення нової держави — Західно-Української Народної Республіки. Вона займала територію трьох областей: Львівської, Станіславської (тепер Івано-Франківської) та Тернопільської. Державний секретаріат, або Уряд ЗУНР, очолив Кость Левицький. Кожна область поділялась на 4 округи, які, в свою чергу, поділялись на повіти. Таким чином, ЗУНР складалася з 12 округ та 60 повітів. Дрогобич, Добромиль, Самбір і Старий Самбір ввійшли до четвертої, Самбірської округи Львівської області. Замість старих органів влади в сільських громадах, містечках та містах вибрано громадських і міських комісарів, в повітах — повітові ради на чолі з комісаром. Керівництво Дрогобичем здійснювали комісари ЗУНР Микола Бодруг й Семен Вітик (1876—1934) та голова міської управи Антон Рудницький.
13 листопада вийшов наказ державного секретаря військових справ Республіки Дмитра Вітовського про створення в областях, округах і повітах відповідних військових команд на чолі з командантами для організації поповнення збройних сил ЗУНР — Української Галицької Армії (УГА) шляхом мобілізації та навчання новобранців, підстаршин та старшин, а також забезпечення порядку в тилу. Командантом Самбірської окружної військової команди (ОВК) призначено сотника Михайла Мельника, а в Дрогобичі ВК керував Іван Грабовенський. При Стрийській ОВК створено польовий суд.
15 листопада Українська Національна Рада прийняла закон про поповнення свого складу делегатами від всіх повітів та великих міст для формування парламенту ЗУНР. Послала представників і Дрогобиччина.
Наприкінці 1918 — на початку 1919 років у Дрогобичі та сусідніх Бориславі та Стебнику загострилась продовольча проблема, лютував тиф. За таких сприятливих умов на Дрогобиччині активізувала свою діяльність група соціалістів-комуністів, на чолі якої стояли В. Коцко, І. Кушнір і Г. Михаць, агітуючи проти уряду ЗУНР і за возз'єднання з Наддніпрянською Україною, що на той час вже знаходилась під більшовицьким каблуком.
У січні 1919 року після реорганізації південної частини українсько-польського фронту для оборони стратегічно важливих Дрогобицько-Бориславського нафтового басейну та магістралі Стрий — Мукачево утворено 3-й корпус УГА. Штаб корпусу знаходився в Стрию, командування здійснював спочатку полковник Григорій Коссак, згодом генерал Володимир Генбачів, потім полковник Антін Кравс. На Дрогобиччині дислокувалися 8-ма Самбірська та 11-та Стрийська бригади корпусу.
1 лютого державну гімназію переведено на українську мову навчання. Крім неї в місті діяла ще українська приватна гімназія. Весною в результаті чергової реорганізації в Дрогобичі певний час знаходився штаб 3-ї стрілецької дивізії, працював військовий госпіталь на чолі з сотником Миколою Терлецьким, а в майстернях рафінерії «Галіція» під керівництвом чотаря Миколи Солодухи збудовано два бронепоїзди: (бронепотяг «Люся» та Ч. 2 (бронепотяг «Ляля»)). 88 курсантів з Дрогобиччини та Самбірщини навчалось в підстаршинській піхотній школі в Самборі.
14 квітня підбурені комуністами (як зазначають у деяких історичних виданнях) поліціянти збунтувались, відмовилися вирушати на фронт і захопили банк, пошту, телеграф й державні установи в центрі міста.
Та вже в ніч з 15 на 16 квітня сотня Гуцульського куреня на чолі з Г. Голинським при підтримці бронепотягу № 2 («Ляля») відновила в Дрогобичі порядок, арештувала винних у бунті й передала керівництво до суду.
У травні поляки при підтримці сформованої у Франції 80-тисячної армії Галлера розпочали наступ на ЗУНР. В тяжких кровопролитних боях з переважаючим ворогом УГА відходила до кордону з Чехословаччиною в напрямі Турки. 18 травня до міста прибув командувач армії генерал М.Омелянович-Павленко та його штаб, а з ним генерал В. Генбачів, полковники М. Какурін і А. Кравс, підполковник К. Долежаль. Для збереження контролю над нафтовим басейном розроблено план і здійснено спробу контрнаступу, але значна кількісна перевага противника стала на заваді його успішного виконання. В той же час 4-та дивізія поляків генерала Ю. Бекера намагалась сходу захопити Дрогобич, попередньо форсувавши Дністер у районі Самбора. Зустрівшись на рубежі Гординя — Дубляни — Ступниця з куренями Карла Гофмана й Осипа Станимира, поляки поступово відтісняли їх до північних околиць міста. В цей час війська під командуванням генерала З. Зелінського зайняли Борислав, Стебник, Східницю та Трускавець, з другого боку до Дрогобича підійшла дивізія поляків під керівництвом генерала Александровича і місто, а з ним і значні запаси амуніції, нафти, вагонів, паротягів та іншого цінного майна, УГА довелось залишити.

## У складі польської держави

Вулиця Шевченка. Колишня сецесійна вілла Раймунда Яроша, згодом — Палац піонерів, нині — біологічний факультет педуніверситету.

Перемігши за допомогою армії Галлера військові формування УГА та встановивши на Дрогобиччині правління Польської республіки, поляки побоювались повернення часів ЗУНР, а тому влада проводила політику полонізації краю.
У складі Польської республіки Дрогобич став центром однойменного повіту (пол. powiat drohobycki) Львівського воєводства (пол. Województwo lwowskie). У ставленні до українського населення краю влада проводила пацифікації («умиротворення»). Так, наприклад, 25-26 вересня 1930 року значні кавалерійські та поліцейські підрозділи, ввірвавшись в міста й села Дрогобиччини, розпочали жорстоку криваву розправу над українцями. Арештованих за заздалегідь складеними списками збирали в громадських приміщеннях, де кожному завдавали 25-30, а то й більше ударів нагаєм, при цьому принижуючи ще й морально, тобто примушуючи лаяти Україну, виголошувати заздоровниці на честь Юзефа Пілсудського, співати польський гімн. Жертв не раз доводили до втрати свідомості, а деколи й до каліцтв.
Закон від 3 серпня 1934 року взагалі заборонив вживання назви «Україна», одночасно уряд замінює історичну назву «Галичина» на «Східна Малопольща».
Керівництво містом здійснював президент-бургомістр. Цю посаду посідали:
- Леон Реутт (роки президентства 1921—1931)[18], переобирався тричі, уродженець Львова;
- Раймунд Ярош (роки президентства 1931—1937);
- Міхал Пєхович (роки президентства 1937—1939), арештований 15 жовтня 1939 року.

На кінець 30-х років 20-го століття владу, крім вищеназваного М. Пєховича (1880—1940†), представляли:
- віце-президент Леон Таненбаум;
- староста Еміль Верштайн (Вехрстейн) (1889—1959);
- командир гарнізонної команди підполковник Юзеф Гавлік (1895—1941);
- командир 2-го батальйону 6-го полку Підгалянських стрільців майор Ян Вільчак (1898—1939);
- керівник повітової команди фізвиховання й військової підготовки капітан Станіслав Стечковський (1897—1980);
- керівник районної команди поповнення Мєчислав Млотек (1893—1986);
- начальник гродського (міського) суду Ян Леон Зелінський (1880—1940);
- начальник карного закладу на Гірці (дрогобицькі Бригітки) підкомендант Альфред Сурмінський (1895—1940), якого 11 травня 1939 року замінив на посаді комендант Елігій Новаковський;
- директор відділення Польського банку Здзіслав Пілєцький (1882—1940).

31 липня 1931 року з метою залучення матеріальних засобів для ведення подальшої національно-визвольної боротьби дрогобицька бойова п'ятірка ОУН вчинила напад на Банк людовий в Бориславі. Як бойовий референт Крайової Екзекутиви ОУН в організації цього та інших заходів, спрямованих проти антиукраїнської політики польської влади, брав Роман Шухевич.
8 серпня 1931 року згадана бойова п'ятірка виконала ще один експропріаційний акт на пошту в Трускавці.

## 1939—1941

Залізничний вокзал Дрогобича. Вигляд з боку міста.

Дружня зустріч військовослужбовців вермахту та Червоної Армії на трасі Стрий — Дрогобич. Вересень 1939 року. На дороговказі — написи польською: «Стрий — 23 км» та «Дрогобич — 6 км».

1 вересня 1939 року зранку мешканці Дрогобича почули з радіоприймачів про напад Німеччини на Польщу, а вже о 12:15 того ж дня пролунав перший сигнал протиповітряної тривоги, хоча літаки люфтваффе поки лише пролітали через місто, прямуючи на Львів.
3 вересня польська влада провела арешти серед членів ОУН і вивезла їх до Берези Картузької.
10 вересня бомбардувальники скинули свій смертоносний вантаж на залізничний вокзал та рафінерію «Польмін» (теперішній нафтопереробний завод № 1).Були жертви серед робітників та населення. Нафтопродукти горіли аж до 26 вересня. Запалали також нафтопереробні підприємства «Галіція» (теперішній нафтопереробний завод № 2) та «Нафта».
17 вересня польська армія відступила з Дрогобича. Загорівся спирт на складах рафінерії «Дрос». Війська Червоної Армії перейшли східні кордони Польщі і почали рухатись назустріч гітлерівцям. Відповідно до пакту Молотова—Ріббентропа Дрогобич входить до радянської зони окупації.
18 вересня в місто ввійшли війська вермахту. Окупанти примусили євреїв гасити пожежі та прибирати вулиці, чим зразу показали свій антисемітизм. Бургомістром призначають представника місцевої польської громади. В другому ешелоні німецьких військ рухалися, розділені на невеликі групи, бійці Військових відділів націоналістів, частина яких підійшла до околиць Дрогобича. 20 вересня ліквідовано пожежі на «Галіції» та «Нафті». 21 вересня ліквідовано пожежу на «Дросі». 22 та 23 вересня німці вивозять з рафінерій запаси нафтопродуктів.
Зранку 24 вересня 1939 року німецькі війська залишили місто. О 17.45 того ж дня по вулиці Стрийській в місто вступають війська 12-ї армії генерала Тюленєва. Військовим комендантом призначено капітана Огородникова. Прихід нової влади вітали члени Польської соціалістичної партії, єврейського спортивного товариства «Гвязда» (Зірка), української «Робітничої громади імені Івана Франка». Але комендант відмовився прийняти депутацію робітничих активістів міста в ратуші. Більше того, навіть керівником тимчасової цивільної адміністрації став не місцевий мешканець, не господарник, а секретар Миколаївського обкому КП(б)У з ідеології О. Г. Загородний, пізніше — другий секретар Дрогобицького обкому КП(б)У. До її складу ввійшли також представники Комуністичної партії, Червоної Армії та НКВС. В місті швидко відчувається нестача харчових продуктів, товарів першої необхідності (мила, сірників тощо). Вже до 28 вересня відбувся ріст цін на 100—500 % на різні товари.
5—6 жовтня нова влада спалила міські акти. А замість вирішення продовольчої проблеми організовує за присутності військ Червоної Армії під наглядом НКВС вибори до Народних зборів Західної України. «Співробітникам НКВС взяти активну участь у підготовці й проведенні тимчасових управлінь народних зборів… Для забезпечення посиленого проведення народних зборів налагодити необхідну агентурно-оперативну роботу з виявлення і репресування контрреволюційних організацій груп і осіб, які протидіють і зривають організацію нової влади» — це цитата з директиви наркома внутрішніх справ СРСР Берії ще від 15 вересня 1939-го року, тобто за два дні до початку так званого «Визвольного походу».
22 жовтня в результаті безальтернативних «виборів» депутатами стають І.Божик, А.Дурибаба, І.Кравчук, К.Пильо, І.Сивохіп, П.Хамандяк, О.Загородний та І.Петрова.
26 жовтня всі вони беруть участь у зборах у Львові, останні двоє — в президії. 26—28 жовтня 1939 року Народні Збори Західної України проголосили на Волині й Галичині радянську владу та просили приєднати їх до СРСР, включивши до складу УРСР.
Експропрійовано церковне майно, запроваджено оподаткування храмів та інших церковних об'єктів, чернецтва та духовенства. Зокрема ченцям ордену капуцинів наказано в жовтні звільнити монастир на Війтівській Горі в двогодинний термін, а монастирське господарство отців Василіян конфісковано та перетворено на радгосп. Проводиться шалена атеїстична пропаганда, але меси в костелі святого Бартоломея, Служби Божі в церкві Святої Трійці та інших храмах Дрогобича збирають дедалі більше віруючих. Це була також одна з форм протесту.

Пам'ятна дошка на корпусі інституту фізики, математики та інформатики ДДПУ.

Ще в перших числах жовтня заарештовано директора польської гімназії Тадеуша Каньовського, а лише за останні три місяці 1939 року каральні органи кинули за ґрати близько сотні польських високопосадовців, серед яких головного лікаря Дрогобича Еміля Скульского, президента міста Міхала Пєховича, директора «Польміну» Зигмунта Білуховського, начальника міського суду Яна Зелінського. Для утримання заарештованих використовували як внутрішню тюрму НКВС на вулиці Стрийській, так і «дрогобицькі Бриґідки» місткістю 60-300 та 1200 місць відповідно. Наприкінці 1939 року обидві тюрми влада почала масово заповнювати в'язнями. Траплялись серед них і євреї, й українці, зокрема заарештовано дрогобицького декана отця Івана Шевчика, адвоката Івана Блажівського, та основну масу становили поляки. Черга на українців прийшла пізніше, через півроку, коли «польське питання» було переважно зняте.
1 листопада 1939-го ВР СРСР постановила «включити Західну Україну» спершу до СРСР і тільки після цього як другорядний факт додала: «зі з'єднанням із УРСР», засвідчивши таким чином, що дарує Волинь і Галичину Українській РСР, навіть формально не спитавши її згоди на це. Лише 15 листопада 1939 року ВР УРСР прийняла закон «Про возз'єднання Західної України…», чим затьмарила фальшивий блиск «золотого вересня» констатацією своєї вторинності й підпорядкованості Москві.
Припинено випуск усіх газет та інших часописів міста. Замість них з 4 листопада під редакцією члена КП(б)У з Харкова Герасименко розпочато випуск «Більшовицької правди» — органу дрогобицького обкому та міському КП(б)У, в грудні — «Юний комуніст», в січні 1940 року — «Більшовицьке плем'я».
7 листопада в Дрогобичі вперше пройшло святкування звичної для країни рад річниці жовтневого перевороту. Але були й свої особливості — демонстранти топталися по державній та національній символіці поляків.
Незадоволені зневажливим ставленням влади, поляки вже в жовтні-листопаді почали створювати групи спротиву, які згодом об'єдналися в Союз збройної боротьби (пол. Związek Walki Zbrojnej, ZWZ). Провід округи Дрогобич-Борислав під керівництвом Е.Чеховського знаходився у Бориславі, а міською організацією, створеною на основі харцерської, керував Й.Курпіль. Організація українських націоналістів активно захищала інтереси українців на дрогобичині вже близько десяти років, але й вона мала певні труднощі. Співробітники НКВС захопили архіви польської поліції та контррозвідки, тому значній частині складу довелось перейти на нелегальне становище, змінити місце проживання, емігрувати. Решта разом із молодим поповненням під керівництвом Дмитра Мирона (псевдо «Орлик») сформували в 1940 році районний, надрайонний та обласний провід ОУН(б).
4 грудня 1939 року була створена Дрогобицька область, до складу якої входило 30 районів (Бірчанський район, Боринський, Добромильський, Дрогобицький, Дублянський, Жидачівський, Журавнівський, Комарнівський, Крукеницький, Ліськівський район, Меденицький, Медиківський, Миколаївський район, Мостиський, Нижанковицький, Нижньо-Устріцький, Новострілищанський, Перемишльський район, Підбузький район, Рудківський, Самбірський, Сколівський, Славський, Старосамбірський, Стрийський, Стрілківський район, Судово-Вишнянський, Турківський, Хирівський, Ходорівський).,
Дрогобич став обласним та одночасно районним центром. Створено обласне управління НКВС, яке зайняло приміщення будинку суду по вулиці Стрийській, керівником якого з 27 листопада став І.Зачепа. Під тотальний контроль НКВС потрапили всі установи міста й області, йому підпорядковувались в'язниці, міліція, органи держбезпеки, прикордонні війська, пожежна служба. Органи прокуратури та суду зайняли по тій же вулиці будинок Шраєрів.
Націоналізовано нафтопереробні заводи, солеварню, пекарні, банки. Формується державний та партійний апарат майже суто з приїжджих представників східних регіонів України. Наприклад 3-й секретар обкому — з Кам'янець-Подільського обкому партії, голова облвиконкому раніше — голова Запорізького облвиконкому, перший секретар обкому ЛКСМУ — зі Сталінського обкому комкомолу, начальник управління НКВС раніше — заступник начальника Ворошиловградського НКВС. З надісланих восени 1939 року 597 осіб на адміністративну роботу скеровано 190 осіб, партійну — 134 особи, профспілкову — 101, радянську — 86, кооперативну — 37, комсомольську — 34 особи. Лише декілька з них володіли польською, а значна частина не знала навіть української. З-поміж 559 осіб, які знаходились на обліку в міській організації КП(б)У в квітні 1940 року, лише 58 осіб мали вищу освіту, зате 212 тільки початкову, тобто не мали навіть середньої. «Обкоми партії вирішили очистити свій апарат і послали найгірших працівників до західних областей» — так про себе і своїх колег сказав у лютому 1941 року на пленумі обкому секретар з кадрових питань О. Ф. Марсін, який до переїзду працював першим секретарем Слов'янського міському КП(б)У Сталінської (тепер Донецької) області.
16 грудня націоналізовано крамниці, майно конфісковано та передано до воєнторгу та змішторгу. Приміщення передано щойно створеній облспоживспілці. В будинках заможних власників проведено ревізії. Як визнали й на міській партконфереції, далеко не все майно було передано владі, а прилипло до рук функціонерів. Самих власників, а деколи й простих громадян виселено з центру на околиці міста, а при найменшому спротиві — й на Сибір. Їх житло зайняли приїжджі кадри.

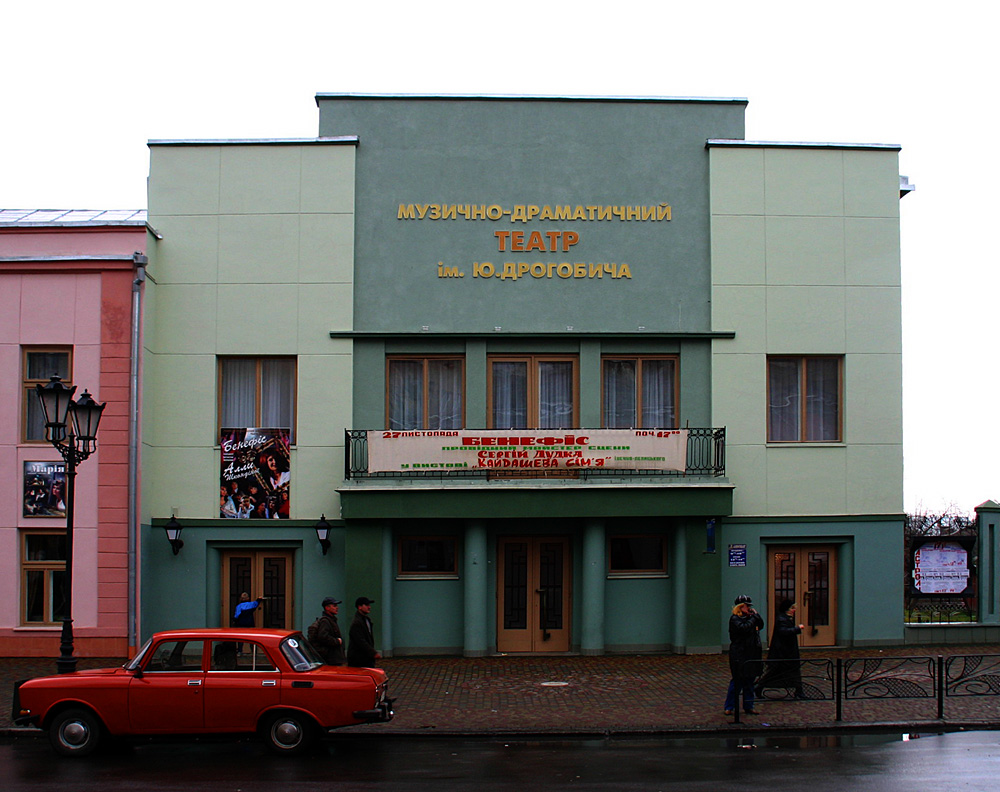
Обласний музично-драматичний театр.

19 грудня постановою Ради Народних Комісарів УРСР в Дрогобичі створено державний обласний драмтеатр (тепер Львівський обласний академічний музично-драматичний театр імені Юрія Дрогобича), обласну філармонію, обласний будинок народної творчості.
21 грудня польський злотий як засіб платежу замінено в обігу на радянський рубль (карбованець). Заблоковано ощадні та банківські рахунки мешканців. Обмінювалась на рублі сума лише до 300 злотих та ще й за невигідним курсом обміну. Дрогобичани різко зубожіли.
25 грудня, коли вірні Римо-Католицької Церкви святкують Різдво, влада розпочала депортації населення польської національності.
На початок 1940 року відновлено роботу трьох нафтопереробних заводів — «Польмін», «Галіція» та «Дрос». Їх об'єднали в трест «Укрнафтопереробка». НПЗ «Нафта» внаслідок великих пошкоджень запустити не змогли. На працюючих підприємствах значно збільшили кількість робочих місць, оголосивши наприкінці 1939 року про повну ліквідацію безробіття. Але не шляхом вводу нових потужностей, а просто поділом кожної ставки і, відповідно, зарплати, на дві-три. Велика частина продуктів нафтопереробки в 1940—1941 роках ішла на експорт, на потреби Третього Рейху.
Відкрито медпункти першої допомоги, пологовий будинок на 45 місць, венеричну клініку на 45 місць, пункти консультації матері та дитини, організовано 4-місячну медшколу на 50 осіб. Зате закрито осередки всіх політичних партій, «Просвіту», «Рідну школу» «Сокіл». Замість цього пропонувалось вступати в ідеологізовані піонерські, комсомольські, профспілкові організації та ДТСААФ. Але мешканці міста не дуже вступали до них. Так за перші 5 місяців до комсомолу прийнято лише 49 осіб, серед яких українців — менше 20, а поляка — жодного.
11 січня 1940 року 10 українських шкіл, 1 єврейська (за іншими даними — 2 школи), польська та новостворена російська (поряд з будинком обласного управління НКВС) школи Дрогобича перейшли на радянський метод освіти. Замість латинської, польської мов та релігії учнів навчають російської мови, історії ВКП(б) та СРСР. Місцевих директорів шкіл знову замінено на присланих зі сходу країни. Закрито семінарію сестер Василіянок та торговельну школу. Реорганізовано хор Боян Дрогобицький, його репертуар змінено на прокомуністичний. За найменшої підозри застосовують репресії. Те ж діється по цілій області.
Нова влада познайомила дрогобичан ще з одною реалією радянського життя — чергами. Пекарень, наприклад, менше не стало, але на початку 1940 року мешканці отримували щодоби лише 22 т хлібопродуктів, тоді як за «польських імперіалістів» — 32 тонни.
10 лютого депортовано ще 20 родин. З 15 лютого по 18 травня в місті заарештовно групу з 19 поляків під керівництвом Стефана Михальського, яка займалась нелегальною переправкою втікачів в Угорщину та Румунію, де певний час знаходився Польський Уряд у Вигнанні.
В лютому управління держбезпеки відокремлено з структури НКВС. У зв'язку з переходом І.Зачепи на роботу керівником обласного управління НКДБ, дрогобицьке обласне УНКВС очолив його заступник О.Волков.
24 березня 1940 року на виборах по місту Дрогобичу (дільниця № 23) депутатом до Верховної ради СРСР став перший секретар Дрогобицького обкому КП(б)У (1939—1941 рр.) Яків Микитович Ткач, до цієї посади — перший секретар Сумського обкому КП(б)У, а депутатом до Верховної ради УРСР — Ярослав Середа. Про «чесність» цих виборів можна судити хоча б із того факту, що, за офіційними повідомленнями, за представників влади віддали свої голоси 99,39 % виборців.
13 квітня депортовано 380 поляків. Вивезення продовжувались у травні, червні та навіть першому кварталі 1941 року. За даними польських істориків, від початку 1940 до червня 1941 року депортовано як мінімум 829 лише поляків, а всього арештовано чи депортовано більше двох тисяч дрогобичан, тобто кожного вісімнадцятого мешканця міста.
Депортації проводились не тільки в місті, а й у всій області. Лише у квітні 1940 року з території Дрогобицької області депортовано 3628 поляків та євреїв, або 1184 родини.
А загалом за 22 місяці від вересня 1939 року й до червня 1941 року з Західної України депортовано більше ніж півмільйона осіб.
15 квітня постанова Ради Народних Комісарів УРСР зобов'язувала створити у всіх нових обласних центрах вчительські інститути. В Дрогобичі інститут (тепер Дрогобицький педагогічний університет) формувався у складі трьох факультетів — історичного, мовнолітературного та фізико-математичного. Студентам обіцяно стипендію, тому до вересня набрано понад 700 охочих. Як потім виявилось, для одержання стипендії необхідно було мати як мінімум 75 % відмінних оцінок, тому чисельність студентів різко зменшилась до 230.
З 22 квітня до 24 травня на заводі «Польмін» заарештовано 17 поляків під керівництвом Леона Рулофа.
8 травня постановою Ради Народних Комісарів УРСР в місті створено державний обласний історичний музей (тепер Дрогобицький краєзнавчий музей), державну обласну бібліотеку для дорослих та державну обласну дитячу бібліотеку.
Починаючи з другого півріччя 1940 року місця в камерах почали масово заповнюватись представниками української громади міста й області. Серед них працівник обласного фінвідділу Тарас Лялюк, Дмитро Білий, Марія та Теофілія Мацюрак. Звинувачення стандартні для тих днів: антирадянська пропаганда, бандитизм, диверсії, зберігання зброї, саботаж, шпигунство на користь іноземних держав. Восени розпочались судові процеси над арештованими.
10—12 лютого 1941 року в Дрогобичі судили Рулофа та його 16 товаришів.
У тому ж місяці судили 64 українців. Кость Цмоць та Марія Білас, які на час процесу знаходились за кордоном, недосяжні для суддів, отримали смертну кару та 10-річний тюремний термін відповідно, а з решти 62 осіб 33 засуджено до ув'язнення на термін від 5 до 10 років, а 29 — до розстрілу. Виконання смертної кари над ними проводилось як у Дрогобичі, так і в Самборі.
12—16 травня в Києві відбувся суд над 19 поляками з групи Михальського.
Наприкінці травня відбувся ще один процес у Дрогобичі над 39 українцями, з яких 22 — засуджено до розстрілу,.
22 червня місто знову бомбардовано німецькою авіацією. Під удар ще раз попали залізнична станція з вокзалом та нафтопереробні підприємства міста, а також військові казарми, на той час порожні. Починаючи з цього дня і аж до 29 червня енкаведисти поспішно арештовували цвіт дрогобицької інтелігенції — послів до австрійського та польського парламентів (зокрема, Антона Максимовича), директорів гімназій, шкіл, учителів (наприклад, професори Іван Чмола та Дмитро Бурко), гімназистів і студентів (серед яких Йосиф Бараняк, Йосифат Пасічник, Євген Татарський), лікарів, інженерів (Осип Левицький), спортсменів, священників і монахів (ігумен монастиря василіян Северіян Бараник та парох з Трійці Яким Сеньківський), всіх, хто міг організувати людей, та членів їх сімей. Частину заарештованих вивезли, а, на думку влади, найнебезпечніших — винищили. І якщо раніше намагалися хоча б створити видимість законності репресій, то тепер Радянська влада, відступаючи, почала масове вбивство ув'язнених у тюрмах Дрогобича. Очевидно, що це не була ініціатива місцевого керівництва, а розпорядження Берії, бо подібні акції проходили і в інших містах Західної України, наприклад, у Золочеві (,), сусідніх Бориславі, Самборі та Стрию,. Знищення в Дрогобичі проводили в обох тюрмах та на єврейському кладовищі (пізніше на цьому місці збудують Будинок Побуту). НКВС замордував кількасот осіб, серед яких були єромонахи Яким Сеньківський, Северіян Бараник. Їх двох, а також Віталія Байрака, знищеного енкаведистами в 1946 році, за мученицьку смерть беатифіковано 27 червня 2001 року в місті Львові під час Святої Літургії у візантійському обряді за участі папи Івана Павла II, в якій взяло участь, серед інших вірних, більше восьми тисяч дрогобичан.,,. В незалежній Україні на території монастиря Петра й Павла створено мозаїку з зображеннями цих трьох мучеників за віру, а в мікрорайоні вулиці Коновальця збудовано церкву Дрогобицьких священномучеників Северіяна, Якима та Віталія.
Такі ж акції чинилися енкаведистами по цілій Дрогобицькій області, наприклад, у Підбужі,,, Унятичах, Добромилі,, Сколе.
30 червня всі співробітники НКВС втекли з Дрогобича. Скориставшись цим, дрогобичани звільнили з тюрми на Стрийській небагатьох вцілілих в'язнів.

### Радянські органи влади
27 листопада 1939 року постановою ЦК КП(б)У затверджено дрогобицький обласний комітет партії в такому складі:
- 1-й секретар обкому та одночасно міськкому партії (таке суміщення було в всіх 6-х нових обласних центрах) Ткач Яків Микитович, раніше — 1-й секретар Сумського обкому[48];
- 2-й секретар обкому Загородний Олексій Григорович, раніше — секретар по пропаганді Миколаївського обкому[49];
- 3-й секретар обкому Заїка Павло Вікторович, раніше — 3-й секретар Кам'янець-Подільського обкому;
- секретар обкому з пропаганди Сердюк Яків Трохимович, раніше — секретар парторганізації і член колегії Народного комісаріату юстиції УРСР;
- секретар обкому з кадрових питань Марсін Олександр Федорович, раніше — перший секретар Слов'янського міському КП(б)У Сталінської (тепер Донецької) області.

До оргбюро обкому КП(б)У також ввійшли інші члени, серед яких:
- голова облвиконкому Леженко Данило Дмитрович, раніше — голова Запорізького облвиконкому[50];
- Начальник обласного управління НКВС Зачепа Іван Іванович, раніше — заступник начальника Ворошиловградського обласного управління НКВС.[51]
- 1-й секретар обкому комсомолу Ряжечкін Сергій Федорович, раніше — секретар Сталінського обкому ЛКСМУ;
- 2-й секретар Дрогобицького міськкому Гребенник Петро Максимович, раніше — перший секретар Сталінського райкому КП(б)У міста Києва;
- редактор Дрогобицької обласної газети «Більшовицька правда» Герасименко Єгор Васильович, раніше — секретар Дзержинського райкому КП(б)У міста Харкова;

Дрогобицький обласний комітет КП(б)У мав, як і інші обкоми, такі відділи:
- партійно-комсомольських органів;
- виробництва;
- зв'язку;
- кадрів;
- НКВС;
- освіти;
- радянської торгівлі;
- сільського господарства;
- судівничо-прокурорський;
- транспорту.

Його особливістю була наявність ще одного, нафтового відділу, під керівництвом Миколи Калюжного.
Обкому належала верховна влада в місті. На допомогу йому в Дрогобичі створено міський комітет КП(б)У, до складу якого, зокрема, крім вищеназваного Якова Ткача, входили 2-й секретар міському Гребенник Петро Максимович, голова міськвиконкому Попіначенко Іполіт Кіндратович, 1-й секретар міському комсомолу М. І. Ричко. Дрогобицький обком та міськом компартії зразу зайняли приміщення Дрогобицької ратуші, демонструючи, хто в області та місті господарі відтепер і, як їм здавалось, назавжди...
Дрогобич був одночасно й районним центром, тому створено райком КП(б)У, до складу якого, серед інших, входили:
- 1-й секретар райкому Павлов Захар Леонтійович;
- голова райвиконкому Авраменко Михайло Олексійович;
- начальник райвідділу НКВС А. І. Павлюжин.

Важливу роль в управлінні областю та містом займало обласне управління НКВС. Ще 2 жовтня 1939 року заарештовано директора польської гімназії Тадеуша Каньовського, 15 жовтня — президента Міхала Пєховіча та начальника гродського (міського) суду Яна Зелінського, а всього до кінця 1939 року заарештовано 99 польських високопосадовців. Якщо уважно переглянути попередній список представників польської влади Дрогобича на кінець 30-х років, то можна побачити, що більшість з них зустріли свою смерть, як і вищеназвані Пєховіч та Зелінський, в 1940 році. Не в 1939-му, коли Німеччина та СРСР напала на Польщу, і не в 1941-му, коли гітлерівські війська розпочали війну з СРСР, а саме в 1940 році, коли карально-репресивна машина НКВС, як котком, пройшлась по політичній, господарській та культурній еліті спочатку польського, а згодом (від липня) й українського населення краю, винищуючи їх та звільняючи місце для спеціально присланих радянських партфункціонерів.
Щодо судової гілки влади, то вона однозначно займала в СРСР, а тим більше в щойно окупованій Західній Україні взагалі та в Дрогобичі зокрема, по відношенню до НКВС вторинну та підлеглу роль. Про це однозначно говорить хоча б той факт, що саме обласне управління НКВС зайняло приміщення по вулиці Стрийській, 3, (збудоване ще владою Австро-Угорщини для повітового суду, в якому до вересня 1939 року знаходився суд Польської Республіки), де розмістило також слідчу тюрму та приводило в дію смертну кару. Відкриття власної тюрми при УНКВС було скоріше правилом, ніж випадковим явищем, адже, як свідчать архіви НКВС-КДБ, розсекречені Службою безпеки України, з початку комуністичної окупації на території Західної України та Буковини було створено 26 тюрем лише НКВС та ще десятки тюрем, підпорядкованих іншим каральним відомствам.
А радянські органи суду та прокуратури мусіли задовільнитись будинком Шраєрів по тій же вулиці Стрийській. Та їм і не потрібно було більшого приміщення, адже за цісаря при кількості населення Дрогобича в 18-20 тисяч справи розглядали 20 суддів (один на 900—1000 осіб), за панської Польщі при 34 тисячах мешканців правосуддя чинили тридцять суддів (один на 1133 осіб). А за комуністичної влади, навіть не враховуючи мешканців навколишніх сіл, в місті, при 37 тисячах населення, у так званому «найгуманнішому радянському суді» на конвеєрі смерті працювало, до того ж почергово, аж чотири судді, або, в найкращому випадку, один на 9250 осіб. Очевидно, що вони просто ставили свої підписи на рішеннях слідчих НКВС, а сталінські кати у тюрмі при управлінні виконували вироки. Головою Дрогобицького обласного суду з листопада 1939 року по 1948 рік (з перервою на час німецької окупації) був Карпенко Іван Федорович, а прокуратурою з грудня 1939 року по листопад 1946 року керував старший радник юстиції Кригін Павло Львович.
Та політиками чи інтелігенцією коло репресованих не обмежувалось. За період від 24 вересня 1939 року до кінця червня 1941 року (22 місяці) було арештовано та депортовано понад 2 тисячі дрогобичан, або кожного вісімнадцятого мешканця міста.
У лютому 1941 року в результаті реорганізації зі складу НКВС виділили Народний комісаріат державної безпеки (НКДБ), й Іван Іванович Зачепа перейшов на посаду начальника обласного управління НКДБ, а обласне управління НКВС очолив його заступник Олександр Микитович Волков.
Особливо масового характеру набули репресії з 22 червня, у перший тиждень німецько-радянської війни та, відповідно, останній тиждень панування в місті цієї влади перед приходом наступної. НКВС, більше не прикриваючись навіть видимістю законності своїх дій, гарячково проводили зачистку від усіх, кого могло у найменшій мірі запідозрити в нелояльності. За даними архівних документів та різних дослідників у західних областях України в перші дні війни закатовано близько 22 тисяч осіб, серед котрих з 22 по 29 червня у Дрогобичі — близько 1200 осіб.
Попри все вищесказане, дрогобичани, як й інші мешканців Західної України, щиро вважали, що «перші совіти були кращими за совіти другі», а на питання «Чому?» відповідали: «Тому, що швидше пішли…»
30 червня з міста втекли всі представники радянського керівництва та НКВС. Це дозволило мешканцям Дрогобича врятувати з тюрми при будинку обласного управління НКВС небагатьох вцілілих в'язнів.

## Під німецькою окупацією

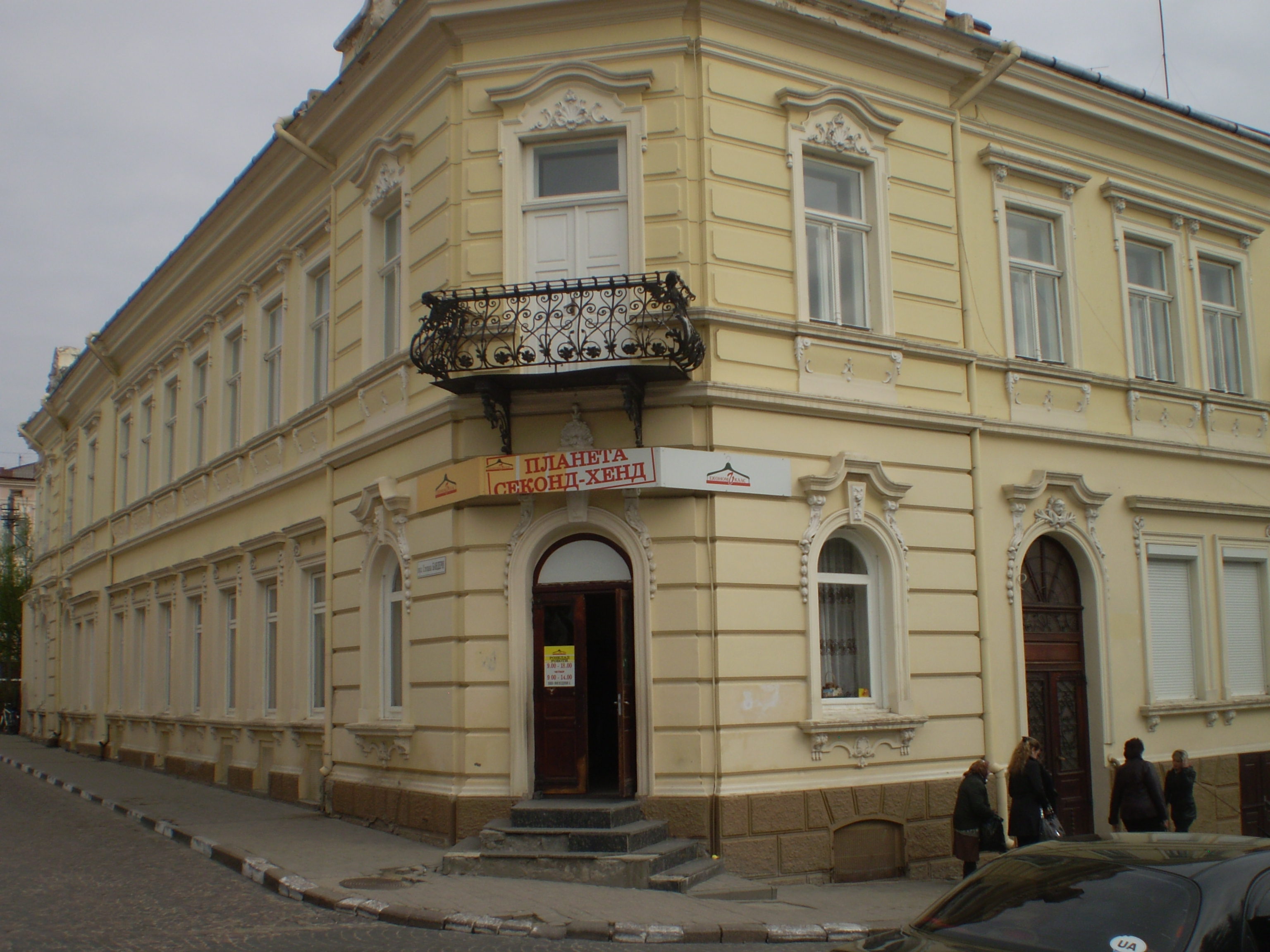
Приміщення готелю «Європа», в якому за нацистської окупації міста знаходилась німецька військова комендатура. Тепер — крамниця «Планета секонд хенд».

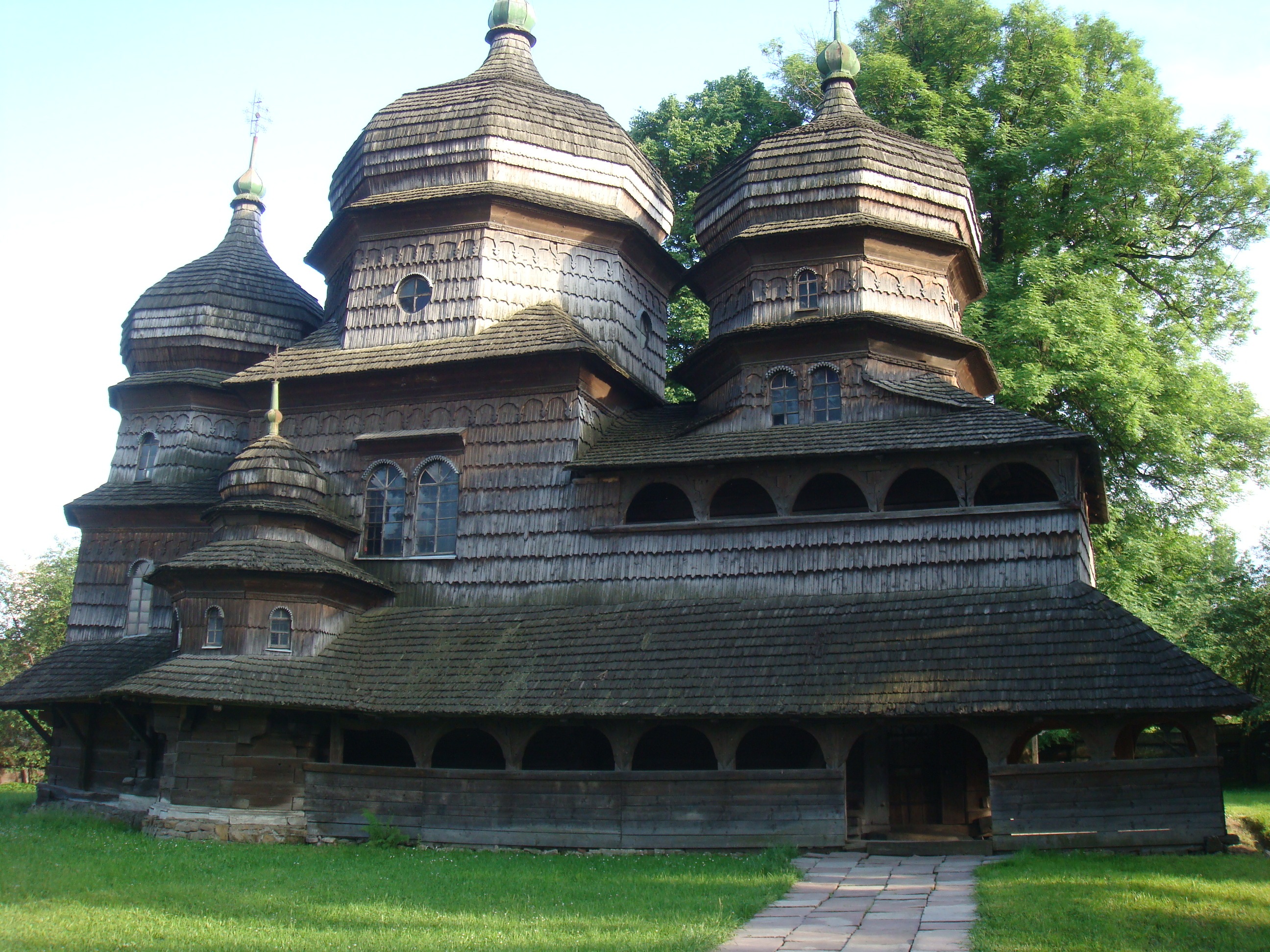
Церква святого Юра, біля якої 6 липня 1941 року зібрались на мітинг дрогобичани.

1 липня 1941 року в Дрогобич входять війська гітлерівської Німеччини та її сателіта тисовської Словаччини. Військова комендатура німців, яка керувала містом протягом липня, знаходилась в готелі «Європа» (нині крамниця «Планета секонд хенд» по вулиці Ковальській). Комендантом міста призначено майора Баєра. Він видав розпорядження про введення в обіг нарівні з рубльом німецької марки по курсу 1 марка = 10 рублів. Пізніше в обіг повернуто злотий.
В будинку № 2 по вулиці Стрийській (біля церкви Петра та Павла) розмістився обласний провід ОУНР під керівництвом уродженця Сколівщини Андрія Шукатка (псевдо «Шрам»). 29 районів області було об'єднано в три округи: Перемиську, Самбірську, та Стрийську, які мали свої надрайонні проводи. Дрогобицький район зі своїм провідником напряму підпорядковувався обласному проводу.
Того ж дня 74 трупи замордованих комуністичною владою виявлені на єврейському цвинтарі та в ямі на подвір'ї обласного управління НКВС, з них упізнати вдалось лише 6 тіл, які й були забрані родичами для поховання. Ось прізвища ідентифікованих:
- Кулинич Степан, син Матвія, з Сільця;
- Іванчук Теофіль зі Стрия;
- Суботяк Федір з Орова;
- Білий Михайло з Унятич;
- Мацюрак Теофіля з Дрогобича;
- Кісиличник Юрко із Станилі[57].

Точна кількість жертв досі не встановлена. Тільки у період серпня-вересня 1990 року під час розкопок та досліджень на вул. Стрийській, 3 і території саду, прилеглого до будинку внутрішньої в'язниці НКВС, знайдено залиті негашеним вапном останки тіл 486 людей. Число жертв режиму, знищених у тюрмі «Бриґідки» (зараз там знаходиться виправна колонія № 40) та місце їх захоронення невідомі досі.
3 липня в Народному домі член проводу Василь Николяк («Клен») розповів про Акт відновлення Української Держави.
4 липня 68 неідентифікованих жертв поховано на кладовищі по вулиці Грушевського за участю римо-католицьких та греко-католицьких священників, представників німецької влади та тисяч дрогобичан.
З липня в Дрогобичі з періодичністю три рази на тиждень розпочато випуск газети, яка отримала назву «Вільне слово». Тижневик з аналогічною назвою (реєстраційне свідоцтво № 575 від 9 жовтня 2002 року, редактор — Швед Іван Дмитрович, адреса — майдан Ринок 28/2) почав виходити в Дрогобичі за часів незалежності. Часопис виходить в місті й тепер.
5 липня в дрогобицькій пресі опубліковано «Маніфест ОУН».
6 липня кілька тисяч дрогобичан та мешканців навколишніх сіл зібралися на площі перед церквою святого Юра. В.Николяк повідомив про створення у Львові уряду української держави на чолі з прем'єром Ярославом Стецьком. Присутні на мітингу присягнули на вірність Україні. Українці намагалися ще раз, як у 1918, взяти владу в свої руки. І знову їм це вдалось лише частково й на дуже короткий термін. Та якщо в 1919 перепоною стали поляки та армія Галлера, то в 1941 — німецькі окупаційні війська.
Протягом тижня в місті відновлено електро- та водопостачання. Якщо раніше енергію надавала Бориславська електростанція, пошкоджена внаслідок воєнних дій, то тепер ці функції взяла на себе рафінерія «Галіція», але в дещо обмеженій кількості, бо електростанція заводу, крім потреб самого НПЗ, постачала ще й Борислав, Самбір та Стрий. Після появи струму запрацювали насоси на водозаборі річки Бистриці в селі Уріж. За пару днів відновлено газопостачання, хоча населенню, крім німців, заборонялось використовувати газ для побутових потреб з 8-ї ранку до 6-ї вечора.
З серпня 1941 року по серпень 1944 року Дрогобич в складі дистрикту Галичина входив до складу генерал-губернаторства з центром у Кракові. Дрогобицьку область перейменовано на окружне староство (Крайсгауптманшафт Дрогобич). Старостою округи (крайсгауптманом) призначено Є.Адамчика, а в 1942—1944 роках цю посаду обіймав адвокат з Дюссельдорфа Ґарґентс. Міською управою керував бургомістр адвокат Осип Костшембський.
Для виконання карально-репресивних функцій у Дрогобичі утворені таємна поліція гестапо, кримінальна поліція, або кріпо, і служба безпеки СД. Організаційно дві перші структури були об'єднані в поліцію безпеки зіхерґейтполіцей, або сіпо, а їх начальники (шефи) були заступниками начальника сіпо. Дрогобицьке сіпо контролювало ще Крайсгауптманшафт Самбір та Крайсгауптманшафт Стрий.
7 липня в місто для формування поліції безпеки прибула айнзатцкоманда з міста Радома. До її складу входили Ніколас Толе (шеф сіпо від липня по жовтень 1941 року), Франц Вензель (шеф сіпо з жовтня 1941 року), Вальтер Кучман (шеф гестапо з липня 1941 по березень 1942 року), Фелікс Ландау (керівник єврейського відділу гестапо від липня 1941 по травень 1943 року), Йозеф Ґабріель (керівник єврейського відділу з травня 1943 року), Карл Ґюнтер, Фрідріх Денґ, Філіп Ебенрехт, Фердинанд Камерер, Ґельмут Краус, Ернст Марлок, Вернер Міхаеліс, Рудольф Сокол. Саме члена цієї айнзатцкоманди гестапівця Карла Ґюнтера більшість дослідників вважають вбивцею видатного дрогобицького художника та письменника єврейського походження Бруно Шульца.
11 липня на окружних зборах відновлено роботу Союзу українських кооперативів на чолі з Дмитром Німиловичем. Цього ж дня за участю дрогобицьких лікарів знову запрацювала Каса хворих під керівництвом директора Теофілія Гладиловича та начального лікаря Володимира Чапельського.
Після вимушеної перерви під управлінням Антона Левицького запрацювала та почала нарощувати потужності Народна торгівля. 1943 року це товариство, до керівництва яким повернувся Осип Нестор, відзначаючи 60-ліття з дати заснування, обслуговувало в 10 крамницях 55 % мешканців Дрогобича.
Якщо до українців та поляків німецька влада ставилась на початку окупації терпимо, то євреї зразу відчули на собі гітлерівський «новий порядок». Їм заборонено користуватись тротуарами і взагалі ходити центральною частиною міста, наказано здати всі ювелірні прикраси, постійно носити на собі «Зірку Давида». На вимогу коменданта в місті створено юденрат на чолі з доктором Ісааком Розенблатом і його заступником, а фактичним керівником, Маврицієм Рурберґом. Завданням юденрату було організація дешевої, а, точніше, безкоштовної робочої сили для місцевих потреб німців. Для виконання наказів з євреїв створено ортполіцію (нім. Judischer Ordnungsdienst), озброєну дерев'яними палицями.
12 липня в лісі біля Дрогобича (урочище Тептюж), очевидно не без участі айнзатцкоманди «радом'яни», розстріляно більше двох десятків євреїв, серед яких і корінні дрогобичани, і біженці з Відня. Пізніше знайдені тіла помилково приймуть за замордованих НКВС українців та 23 липня поховають за участю священників, як християн.
Відмовивши керівництву ОУН у створенні власної міліції, дрогобицьке гестапо з середини липня почало набір та навчання Української допоміжної поліції.
18 липня замість евакуйованої сформовано нову міську пожежну команду.
22 липня за втечу 17 євреїв з відділу для праці розстріляно 20.
Починаючи з 23 липня і аж по 15 жовтня 1941 року газета «Вільне слово» друкує списки жертв комуністичного режиму.
З 27 липня по 2 серпня проведено перепис населення Дрогобича. Після підрахунків, станом на 31 грудня 1941 року, населення Дрогобича становило 34 112 осіб, з них 13 тисяч 339 євреїв, 10 тисяч 500 українців, 10 тисяч 88 поляків, 120 німців та 65 представників інших національностей.
Від 28 липня відновлено роботу міського ринку (щопонеділка). До кінця липня відновлена філія «Маслосоюзу» зібрала 6 000 літрів молока та 300 кілограмів масла. Добова норма споживання хліба — 250 грамів на особу. 1 серпня наказом зобов'язано всіх власників будинків та земельних ділянок щоденно до 7.00 прибирати тротуари та половину дороги навпроти свого житла.
Влітку поновив репетиції й виступи та вернувся до звичного концертного репертуару хор Боян Дрогобицький.
17 серпня футбольна команда місцевого спортивного товариства «Підгір'я» з рахунком 4:3 перемогла на своєму полі клуб «Ріпник» з Борислава. Існувало в Дрогобичі ще товариство «Ватра».
В серпні в місті для допомоги українським громадянам та установам організовано товариство «Українська Допомогова Акція» (УДА). 5 вересня УДА реорганізовано в Український Окружний Комітет (УОК), структурну ланку Українського Крайового Комітету, а з 1 березня 1942 року — Українського центрального комітету. При фінансовій допомозі УОК запрацював аматорський театр, який розпочав свою роботу прем'єрним показом на сцені Народного Дому у вересні 1941 року вистави «Невольник», а далі вдячні дрогобичани побачили постановки п'єс «Запорозький клад», «Маруся Богуславка», «Ой, не ходи, Грицю», «Різдвяна ніч», «Сорочинський ярмарок», «Хмари» та інші. Колектив знайомив зі своїм доробком також мешканців сусідніх міст, а навзамін у Дрогобичі неодноразово в 1941—1942 році гастролювала Стрийська трупа, в 1942 приїжджав театр із Станіслава.
На початку осені в місто введені фельджандармерія (нім. Feldgendarmerie — польова жандармерія) та відділ шуцполіції (нім. Schutzmannschaft), який відповідав за безпеку нафтопромислу як наземну, так і з повітря.
Ув'язнення Степана Бандери та Ярослава Стецька за відмову відкликати «Акт відновлення Української держави» відгукнулося луною й на Дрогобиччині. 15 вересня силами гестапо та фельджандармерії заарештовано близько 50 членів ОУН, серед яких майже весь обласний провід, і відправлено в концтабір Монтелюпіх поблизу Кракова (ймовірно, заклад пов'язаний з в'язницею на вулиці Монтелюпіх в Кракові, куди влада післявоєнної Польщі 24 травня 1948 року перевела 112 полонених в Чехословаччині під час спроби пробратися на Захід бійців УПА з концтабору в місті Явожно). Врятуватися вдалось небагатьом, зокрема районний провідник Дмитро Білий (псевдо «Лис») зумів утекти, а референта обласного проводу з питань ідеології Володимира Кобільника та члена проводу Адольфа Гладиловича на той час не було в місті. Після Андрія Шукатки обласний провід очолив його заступник Василь Николяк.
У вересні знову відновив роботу «Польмін». Власником НПЗ стала німецька компанія «Beskiden-Vera».
З 25 вересня по 27 вересня проведено запис дітей з 1928 по 1934 роки народження на навчання в українських народних школах.
У вересні кількість продукції, яка через районні молочарні надійшла до «Маслосоюзу», зросла в 10 раз у порівнянні з липнем, тобто 60 000 л. молока та три тонни масла.
20 жовтня відбулися збори колишніх членів коперативного товариства «Сільський господар».
Виконуючи розпорядження губернатора дистрикту К.Ляша від 6 листопада 1941 року, гітлерівці розпочали виселення всіх дрогобицьких євреїв у гетто та ліквідацію, на їх думку, нездатних до тяжкої роботи.
Вже на початку листопада сіпо та жандармерія знищили в Броницькому лісі 420 осіб похилого віку. Для працездатних створено чотири табори праці: на Гірці, на Гирівці (біля підприємства з виготовлення дахівки), на вулицях Шашкевича та Данила Галицького (колишня Ягеллонська). Надалі окупаційна влада і їх поступово ліквідовувала. Хоча німці були різними. Гестапівець Карл Ґюнтер винен в смерті Бруно Шульца та його одновірців, а керівник сільськогосподарських робіт майор Еберхард Хельмріх виписував єврейським жінкам фальшиві документи та відправляв у Берлін, де його дружина Доната розподіляла їх на роботу в німецькі сім'ї. Таким чином врятовано від 70 до 200 осіб. Подружжя зараховано до числа Праведників світу. Крім того, переховувало євреїв і близько двох сотень дрогобичан із числа польського та українського населення міста. Зокрема Владислав та Володимир Василькевичі врятували 58 осіб, Ізидор Волосянський — 39 осіб, Іван та Марія Писк — 48 осіб, Ян Савінський та Петро Стецик — 54 особи. Близько двох сотень дрогобичан переховували євреїв під час війни. Декого з рятівників, хоча, на жаль, далеко не всіх, музей Яд Вашем (івр. יד ושם, також Яд ва-Шем; Голокосту Мученикам і Героям Пам'ять і Шана) в Ізраїлі також назвав за це Праведниками світу.
З 12 листопада по 17 листопада проведено запис на навчання в класичну 8-класну гімназію.
17 листопада кооператив «Сільський господар», який займався навчанням своїх членів раціонального ведення домашнього господарства, вирощування зернових, городніх культур та садівництва, відновив роботу.
22 листопада знову в Броницькому лісі розстріляно ще 250 осіб. Знищено 65 хворих з єврейського дитячого сиротинця.
З 1 грудня 1941 року в місті введено картки. Основний набір харчів, який отримували всі працюючі мешканці міста (близько 19 000 осіб) у грудні становив: борошна — 400 грамів, кави — 80 грамів, м'яса — 400 грамів, хліба — 6 кілограмів, цукру — 800 грамів. Дрогобичани, які працювали в уряді та важливих установах чи підприємствах (близько 2 000 осіб) мали право додатково: борошна — 400 гр., масла — 126 гр., м'яса — 400 гр., цукру — 500гр. Крім того, 577 дітей до двохрічного віку та 490 хворих отримували щодня по 250 гр. молока. Але все це не стосувалося єврейської громади Дрогобича.
В грудні відкрито «Державну гімназію з українською мовою навчання в Дрогобичі» (тепер Дрогобицька загальноосвітня школа I-III ступенів № 1 імені Івана Франка). Відновлено вивчення латинської мови та релігії. Російську мову замінено німецькою. Серед вчителів — Богдан П'юрко, який одночасно працює диригентом хору Боян Дрогобицький.

Пам'ятна таблиця на залізничному вокзалі Дрогобича.

З 20 грудня власників корів зобов'язано платити натуральний податок залежно від кількості тварин: 1 корова — 1 л молока щодня, 2 — 2,5 л., 3 — 4 л., 4 — 6 л., 5 — 10 л.
З кінця 1941 року в офісі Маслосоюзу в Народному домі знаходиться одна з таємних явок ОУН в місті. Інша — в газетному кіоску на залізничній станції (зараз на цьому місці знаходиться пам'ятна дошка).
За 1941 рік рафінерія «Галіція» виробила бензину — 1101 т., дизельного палива — 169т., а «Польмін» бензину — 76 т., дизпалива — 2478 т., та мастил — 1167 т.
Три місяці з 21 січня до 18 квітня 1942 року при дрогобицькій гімназії працювали матуральні курси, організовані для колишніх її учнів, яким радянська влада не дала змоги закінчити навчання. Випускний іспит, так звану матуру, здали 24 учасники курсів.
26 січня 1942 року гітлерівці стратили батька і дочку Василя та Ольгу Коцко, Василя й Миколу Хамандяків, а незабаром і Михайла Петріва. Комуністичне підпілля Дрогобича, й без того малочисельне та слабоорганізоване, втратило своїх найактивніших членів.
У березні 1942 року мешканці міста за карткою отримували: борошна — 400 гр., молока на дітей віком до 10 років — 500 гр., м'яса — 400 гр., цукру — 400 гр., хліба — 5,6 кг дорослим та 4,2 дітям. Газету «Вільне Слово» перейменовано на «Дрогобицьке Слово».
12 квітня 1942 року розпочато мобілізацію дрогобичан з 1919 по 1922 роки народження до баудінсту. В місті був табір для поляків та три для українців: в районі вулиці Бориславської, на Війтівській Горі та на Гірці біля в'язниці. Молодь використовували для важких некваліфікованих робіт на НПЗ, підприємстві з виготовлення дахівки, будівництва та ремонту доріг, копання траншей тощо.
У травні 1942 року випуск часопису припинено.
11 липня відбувся перший випуск відновленої української гімназії.
31 липня хор Боян Дрогобицький був нагороджений у Львові на конкурсі імені М.Лисенка лавровим вінком за зайняте перше місце серед колективів Галичини.
В серпні 1942 створено жіночу секцію УОК, яка активно зайнялася наданням допомоги потребуючим: бідним, молоді, військовополоненим. Нафтопереробна компанія «Beskiden-Vera» об'єдналась з «Beskiden-Gevi», яка займалась нафтовидобутком в Бориславі та околицях, в корпорацію «Карпатен Ойл»(нім. Karpaten Öl).
З 6 серпня по 8 серпня від 4 000 до 6 000 євреїв з Дрогобича вивезено до села Белжець (так звана «акція Белзець») для ліквідації у винищувальному таборі Белжець. Через деякий час нацисти вивезли ще близько 2 500 осіб.
У вересні на вулиці Церковній відкрито дитячі ясла для покинутих дітей.
18 жовтня 1942 року футбольна дружина товариства «Підгір'я» взяла участь у турнірі в Старому Самборі, де зустрілась з місцевою «Верховиною» та командою «Лемко» з міста Сянок.
19 жовтня близько 4 000 євреїв вигнано з будинків до тимчасового табору на вулиці Гарбарській, де 3 тижні утримувано без води та їжі. Уцілілих відправлено в концтабори, зокрема в Белжець. Незабаром протягом трьох тижнів гітлерівцями проводилась так звана «жіноча акція», внаслідок якої німцями змушено ортполіцаїв гнати на ліквідацію близько 1 200 жінок, серед яких були й їхні матері.

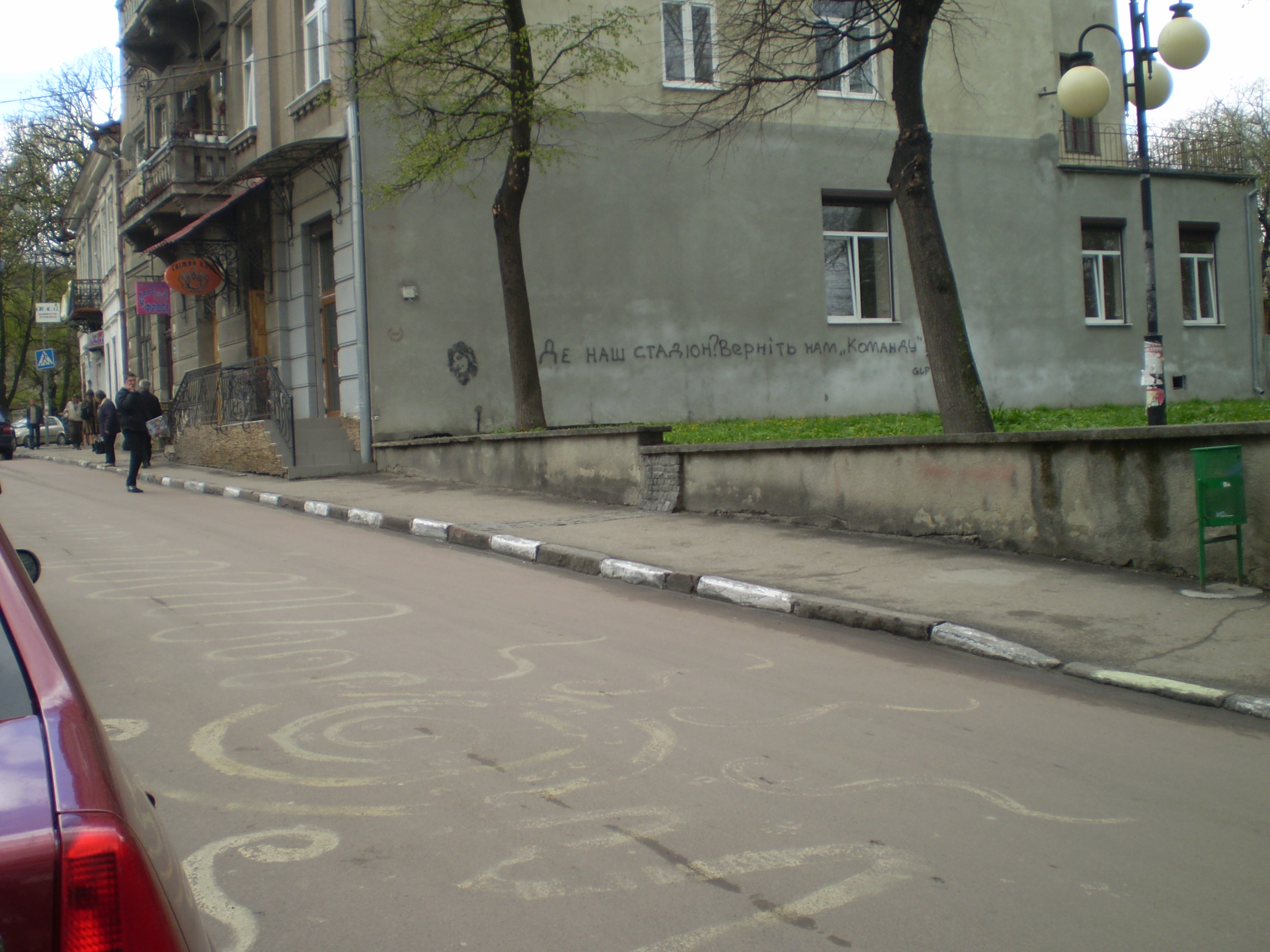
Вулиця Шевченка в Дрогобичі на відтинку від готелю «Тустань» до костелу святого Варфоломія. Справа — парк Степана Бандери. Місце на тротуарі (між двома деревами), де був убитий Бруно Шульц. На дорозі — безкінечник та інші писанкарські символи, що залишились після Великої Гаївки.

19 листопада, в «дикий четвер», близько сотні дрогобицьких євреїв загинуло на вулицях міста. Серед них Бруно Шульц, якого вбито двома пострілами в голову при виході з юденрату на вулицю Чацького (тепер Шевченка).
У листопаді 1942 року утворено профспілку вчителів, інженерів, техніків.
1942 року в Карпатах гітлерівцями був схоплений Олекса Гасин (псевдо «Лицар»), член Крайового проводу ОУН. Його перевезли до міста та тримали в тюрмі при гестапо на вулиці Стрийській. Оунівці Богдан Ковцун та Ярослав Максимів, котрі за завданням підпілля вступили в українську допоміжну поліцію, змогли передати провіднику рідину, від якої в Гасина почалась гарячка. Побоюючись заразитись від в'язня якоюсь інфекційною хворобою, нацисти перевели його під охорону поліції до лікарняного ізолятора на вулиці Трускавецькій, звідки ці два підпільники 9 квітня 1943 року Олексу викрали.
Станом на 1 січня 1943 року військова залога міста налічувала 726 осіб, а саме: 308 солдатів вермахту, 72 співробітники сіпо, 146 співробітників української допоміжної поліції, 76 фельджандармів, 124 шуцполіцаї.

Пам'ятник дрогобичанам, загиблим під час Другої світової війни. Побудовано за радянських часів. В підніжжі поминальні свічки, поставлені мешканцями міста у Великодні свята за спомин душ замучених.

13—14 березня 1943 року в Дрогобичі гастролював Львівський оперний театр.
У 1943 році на Дрогобиччині, як і по всій Галичині, почали створюватись загони Української Народної Самооборони, реорганізовані у грудні в УПА-Захід. Гітлерівці своєю чергою активізували антиукраїнські акції, арештовуючи та знищуючи членів ОУН, УПА та їх симпатиків. Знищення відбувалось по понеділках і вівторках на вулиці Ковальській під стіною навпроти ресторану «Європа» через повішення або, частіше, розстріл. За споминами дрогобичан старшого покоління раніше біля цього місця був невеликий фонтанчик з кам'яними жабками. Пізніше, за радянських часів, його прибрали. А метрів 50 нижче від місця екзекуцій поставлено пам'ятник та п'ятипроменеву зірку з Вічним вогнем та Стіну плачу, та про те, що більшість скараних на смерть було українськими повстанцями чи їх підтримували, комуністична пропаганда не згадувала.
Весною заарештовано Володимира Кобільника, який виконував функції повітового провідника ОУН. Загинув 28 лютого 1945 року в концентраційному таборі в Шембурзі.
23 квітня місто та НПЗ піддано бомбардуванню. Силами німецьких спеціалістів та дармової (євреї та полонені) робочої сили виробництво швидко відновлено.
28 квітня оголошено про створення дивізії «Галичина».
3 травня відбулась окружна нарада присвячена питанню формування дивізії. Через деякий час на площі Театральній запрацювала комісія, яка 6 днів на тиждень з 8 ранку до 6 вечора приймала охочих. А їх, зважаючи на зневажливе ставлення та страшні репресії з боку радянської влади до дрогобичан та мешканців області за 22 місяці правління, виявилось чимало.
У травні розпочато ліквідацію гетто. Євреї не чекали мовчки смерті, а робили все можливе, щоб врятуватися: тікали в навколишні села й ліси, ховалися в збудованих криївках, схронах і бункерах, на горищах та у підвалах. Зокрема така криївка була навіть біля будинку, в якому проживав гестапівець Ґюльднер. Не залишались осторонь і українці з поляками, хоча ризикували собою. Якщо раніше й траплялись у місті незначні міжнаціональні конфлікти на побутовому рівні, то цінність людського життя переважила неприязнь.
З більше ніж 10 000 полонених червоноармійців, які знаходились в таборі біля «Бригідок» в 1941 році, в травні 1943 залишилось живими лише 2 200, з них приблизно 880 узбеків, 660 росіян, 330 українців та 220 киргизів.
21 і 22 травня нацистами знищено хворих з єврейського шпиталю. Зі спійманих 735 юдеїв 30 розстріляно, 705 відправлено до Львова.
В червні 1943 року, за даними гестапо, що були захоплені Армією Крайовою, в Дрогобичі проживало 12 тисяч 723 мешканці, з них 6 тисяч 612 українців, 5 тисяч 931 поляк, 180 німців. Незначна кількість євреїв, які на той час офіційно знаходилась в таборах праці, незабаром була поступово переведена в тюрму на вулиці Стрийській, а згодом розстріляна в Броницькому лісі. За допомоги мешканців міста і всупереч бажання німецької влади, окупацію пережили в Дрогобичі біля п'ятисот осіб єврейської національності, серед яких і головний рабин міста Якуб Авіґдор.
Станом на 2 червня медична комісія оглянула 2 195 охочих воювати українців, з яких 95 %, або 1 885 осіб, визнано придатними. Серед них, ймовірно, й Григорія Геврика, в майбутньому — Героя Радянського Союзу.
4 червня нацисти знову почали декого з євреїв розстрілювати на місці. Решту вивозять до Броницького лісу, примушують роздягнутися та знищують групами від 6 до 10 осіб. Ховають у викопаних розрахованих на 200—300 трупів ямах. Серед тих, кому вдалось врятуватись, дванадцятилітній Хасман Мандик Жисі, який зумів утекти, прихопивши з собою молодшого дев'ятилітнього брата Савіка та двоюрідну сестру Кайлі, в майбутньому — боєць УПА.

Дрогобич, 20 червня 1943 року. Добровольцям дивізії «Галичина» вручають прапор на подвір'ї «Державної гімназії з українською мовою навчання в Дрогобичі» (нині Дрогобицький ліцей № 1 імені Івана Франка)

8 червня 24 ортполіцаїв розстріляно гітлерівцями на єврейському цвинтарі.

Прощання добровольців дивізії «Галичина» на площі Ринок біля ратуші. 12 листопада 1943 року.

Влітку 1943 року на Війтівській Горі біля монастиря капуцинів розміщено 80 військовослужбовців гортистської Угорщини.

Дрогобицькі добровольці дивізії «Галичина» перед відправкою на вишкіл. 12 листопада 1943 року.

13 червня уповноважений Військової Управи П.Гнатів провів перший військове навчання дрогобицьких добровольців дивізії «Галичина».

Добровольці дивізії «Галичина» прямують до вагонів.

20 червня уповноважений Військової Управи Осип Паньків провів військовий вишкіл близько 1 000 добровольців зі всієї округи. Згодом вони на площі біля ратуші зустрілися з Гансом Франком.
З 17 липня по 19 липня перші групи майбутніх дивізійників на поїздах вирушили до Львова.
27 липня 680 євреїв кинуто окупантами до тюрми на вулиці Стрийській, за деякий час 640 вивезено в Броницький ліс та розстріляно.
За липень «Галіція» переробила для потреб Третього Рейху 7 622 тонни нафти, «Польмін» — 9 005 тонн.
Наприкінці серпня гітлерівцями ліквідовано останній єврейський табір праці. Спосіб той же: спочатку — до в'язниці на Стрийській, потім — групами до Броницького лісу.
За серпень «Галіція» переробила 7 652 тонни нафти, а «Польмін» — 9 070 тонн.
В жовтні розстріляно групу українських повстанців з тюрми. В тому ж місяці в окрузі, як і по всій Галичині, запроваджено інститут заручників, тобто окупаційною владою заарештовувались та кидались до в'язниці мирні мешканці, над якими при першій же антинімецькій акції проводилась екзекуція.
2 листопада розстріляно 10 повстанців. 4 листопада гестапо розстріляло ще десятьох.
30 листопада в Карпатах в бою з загоном УНС імені Кривоноса було вбито обершарфюрера дрогобицького СД Лявфмана. За це гестапо 10 повстанців повісило.
Наприкінці 1943 року Дрогобицький обласний провід ОУН очолив Зіновій Благий (псевдо «Шпак»).
За весь 1943 рік НПЗ «Галіція» переробив 79 230 тонн нафти, «Польмін» — 112 500 тонн.
8 січня 1944 року воїни УПА на околиці міста Турка напали на відділ шуцполіції.
11 січня за це в Дрогобичі страчено 10 повстанців. Страти повстанців продовжувались і надалі: 19 лютого, 18 березня, 2 червня (20 осіб), 6 червня (10 членів УПА).
3 березня українська гімназія здійснила останній випуск своїх учнів.
8—9 березня київська Капела бандуристів імені Тараса Шевченка на чолі з Григорієм Китастим гастролювала в Дрогобичі і дала в місті два концерти.
9 березня страчено Івана Клима, члена Крайового проводу ОУН.
25 травня польські підпільники Армії Крайової на залізничній станції в селі Рихтичі здійснили напад на склад зброї та військового спорядження. Учасники акції між собою розмовляли суто українською мовою. Крім того, в убитого під час операції керівника Яцека Пжетоцького, емісара Уряду Польщі в еміграції, знайшли фальшиві документи, виписані на українця. Тому й не дивно, що кара впала на представників української громади міста. Через 2 дні, 27 травня, повішено 20 заручників-українців.
Вранці 26 червня 1944 року в рамках операції «Френтік-2» 71 бомбардувальник «Літаюча фортеця» В-17 8-ї повітряної армії ВПС США в супроводі 56 винищувачів Р-51 «Мустанг» з аеродромів в Україні здійснили авіаналіт на Дрогобич, скинувши на НПЗ та місто 1125 двістап'ятидесятифунтових авіабомб, після чого полетіли на бази в Італії.
Влітку 1944 року, у зв'язку з наближенням лінії фронту до Дрогобича, установи Третього Рейху одну за одною евакуйовано з міста. Разом з ними на захід, ближче до військ союзників СРСР по антигітлерівській коаліції, покидала Дрогобиччину й частина її мешканців, які вже один раз, протягом 22 місяців 1939—1941 років, спробували всіх принад життя в «дружній сім'ї радянських народів під керівництвом вождя товариша Сталіна» і не бажали ще раз спокушати свою долю.
Німецьку окупацію пережили в Дрогобичі біля п'ятисот осіб єврейської національності, серед яких і головний рабин міста Якуб Авіґдор.
Згідно з Актом від 10 травня 1945 року Комісії з розслідування нацистських злочинів в Дрогобичі розстріляно 14 500 осіб (з них понад 10 000 в Броницькому лісі), знищено 10 800 військовополонених, убито 42 вчителі, 47 лікарів, 100 робітників та інженерів керамічного та нафтопереробних заводів, вивезено на примусові роботи до Німеччини 3 100 мешканців. Місту завдано матеріальних збитків на 22 000 000 рублів.

### Влада в окупованому місті
З 1 липня дрогобичани отримали не просто іншу владу, а на пару місяців їх стало цілих дві. З одного боку, в місті створено військову комендатуру вермахту, що розміщувалась в готелі «Європа», і яку очолювали майор Байєр, а потім майор Петель (за іншими даними — майор Тотенхан). Під її керівництвом створено міську управу на чолі з бургомістром, адвокатом за фахом, Осипом Костшембським, котрий виконував ці обов'язки до кінця окупації.
Муніципалітет, формування якого продовжувалось до грудня, мав такі відділи:
- господарський;
- по роботі з мешканцями;
- санітарний;
- уряд праці, або арбайтсамт, який з серпня знаходився під повним контролем німецької адміністрації, керівник — надінспектор Брюнліх;
- харчовий;
- шляховий.

1 серпня створено дистрикт Галичина, що ввійшов в Краківське генерал-губернаторство. Контролювати дії міської управи призначено штадткомісара. Спочатку посаду займав Фаттерман, а з січня 1942 року — Шюсслер.
Дистрикт поділено на крайсгауптманшафти. Дрогобицьку область перейменовано на окружне староство (Крайсгауптманшафт Дрогобич). Досить важливу роль в уряді крайсгауптшафту виконував керівник господарської референтури гебітсляндвірт Еберхарт Гельмріх.
Ще 7 липня 1941 року в Дрогобич з міста Радома прибула айнзацкоманда, члени якої стали основою новоутворених репресивно-каральних органів: служби безпеки СД, таємної поліції гестапо та кримінальної поліції кріпо. Організаційно дві останні структури були об'єднані в поліцію безпеки зіхерґейтполіцей, або сіпо, а їх начальники (шефи) були заступниками начальника сіпо. Дрогобицьке сіпо контролювало ще Крайсгауптманшафт Самбір та Крайсгауптманшафт Стрий. До складу айнзацкоманди входили:
- Ніколас Толе (шеф сіпо від липня по жовтень 1941 року);
- Франц Вензель (шеф сіпо з жовтня 1941 року);
- Вальтер Кучман (шеф гестапо з липня 1941 по березень 1942 року);
- Фелікс Ландау (керівник єврейського відділу гестапо від липня 1941 по травень 1943 року);
- Йозеф Ґабріель (керівник єврейського відділу з травня 1943 року);
- Карл Ґюнтер;
- Фрідріх Денґ;
- Філіп Ебенрехт;
- Фердинанд Камерер;
- Ґельмут Краус;
- Ернст Марлок;
- Вернер Міхаеліс;
- Рудольф Сокол.

Саме члена цієї айнзатцкоманди гестапівця Карла Ґюнтера більшість дослідників вважають вбивцею видатного дрогобицького художника та письменника єврейського походження Бруно Шульца.
Другою владою став обласний провід ОУНР, який з першого дня окупації легально діяв в місті в будинку за адресою Стрийська, 2, поряд з церквою Петра та Павла. До складу проводу, зокрема, входили:
- обласний провідник — Андрій Шукатка (псевдо: «Гліб», «Шрам», «Савченко»);
- референт з інформації, заступник провідника — Василь Николяк (псевдо: «Клен», «Морський»);
- референт зв'язку — Михайло Трач;
- референт з питань ідеології — Володимир Кобільник;
- референт для роботи з молоддю — Роман Коцюба;
- референт для роботи з інтелігенцією — Левко Грущак (псевдо: «Левко»);
- районний провідник — Дмитро Білий (псевдо: «Лис»);
- зв'язки з адміністрацією міста — Адольф Гладилович.

У січні 1946 року був створений Дрогобицький міський провід ОУНР:
- міський провідник — Левко Грущак (псевдо: «Левко»)[68];
- референт пропаганди М. Мороз;
- референт СБ Роман Різняк (псевдо: «Макомацький», «Тарас»);
- господарський референт Б. Коцюба;
- зв'язковий Любомир Ґудз (псевдо: «Любко»);
- утримувач конспіративної квартири Василь Котик.

## У складі УРСР
Цей етап в житті міста можна розділити на дві нерівні за часом та за подіями частини: повоєнне десятиліття, коли на Дрогобиччині лютували енкаведисти і зустрічали активний опір ОУН та УПА, підтриманих населенням, та роки після смерті Сталіна і пов'язані з нею хрущовська відлига та поступове налагодження мирного життя.

### 1944—1954 роки
Приблизно о 8.30 ранку 6 серпня після двогодинного бою в районі НПЗ «Польмін» у місто ввійшли бійці 167-ї стрілецької дивізії 107-го стрілецького корпусу 1-ї гвардійської армії Четвертого Українського фронту. Очевидно, що Дрогобич став першим містом, зайнятим цим фронтом після відновлення (ліквідовано 16 травня 1944 року), адже сам фронт було знову створено саме 6 серпня.
Вже за тиждень, 13 серпня, розпочато мобілізацію в місті та області до Червоної Армії (Облвоєнком підполковник Карличев). Як проходила ця мобілізація населення на Західній Україні, зокрема силами того ж Четвертого Українського фронту, описує генерал Петро Григоренко:
|  | До осені 1944 року... людей в країні вже не було. Готувалась мобілізація 1927 року, тобто сімнадцятирічних юнаків... Від 4-го Українського фронту вимагали вишукування людських ресурсів на місцях — мобілізації воюючих вікових категорій на Західній Україні, вербування добровольців на Закарпатті... Нестача людей була настільки відчутна, що мобілізацію перетворили по суті в ловлю людей, як в свій час работоргівці ловили негрів в Африці. Добровільність була організована по-радянськи, приблизно так, як організовується стопроцентна «добровільна» явка радянських громадян до виборчих урн... Зі складу дивізії виділялись війська в розпорядження мобілізаторів та вербувальників, і, повертаючись назад, офіцери й солдати розповідали... Ось одна з таких розповідей: «Ми оточили село на світанку. Було наказано в будь-кого, хто спробує втекти з села, стріляти після першого ж попередження. Після того спеціальна команда входила в село й, обходячи хати, виганяла всіх чоловіків, незалежно від віку й стану здоров'я, на площу. Потім їх конвоювали в спеціальні табори.»Оригінальний текст (рос.) К осени 1944 года… людей в стране уже не было. Готовилась мобилизация 1927 года, т. е. семнадцатилетних юнцов… От 4-го Украинского фронта требовали изыскания людских ресурсов на месте — мобилизации воюющих возрастов на Западной Украине, вербовки добровольцев в Закарпатье… Нехватка людей была столь ощутима, что мобилизацию превратили по сути в ловлю людей, как в свое время работорговцы ловили негров в Африке. Добровольчество было организовано по-советски, примерно так, как организуется стопроцентная «добровольная» явка советских граждан к избирательным урнам… Из дивизии выделялись войска в распоряжение мобилизаторов и вербовщиков, и, возвращаясь обратно, офицеры и солдаты рассказывали… Вот один из таких рассказов: «Мы оцепили село на рассвете. Было приказано в любого, кто попытается бежать из села, стрелять после первого предупреждения. Вслед за тем специальная команда входила в село и, обходя дома, выгоняла всех мужчин, независимо от возраста и здоровья, на площадь. Затем их конвоировали в специальные лагеря.» |

15 серпня 1944 в місті відновлено постачання електроенергії.
3 вересня відновлено подачу води та газу.
9 вересня 1944 Польський Народний Визвольний Комітет (ПНВК) уклав договір між ПНР і УРСР під назвою: «Угода між Урядом Української Радянської Соціалістичної Республіки і Польським Комітетом Національного визволення про евакуацію українського населення з території Польщі і польських громадян з території УРСР». Згідно з цією угодою, для виселення поляків та євреїв обласний центр Дрогобич став одним з пунктів перебування районних Уповноважених Польської Сторони. Також такими пунктами стали районні центри області — Самбір, Стрий, Ходорів. А райцентр Лісько став пунктом перебування районних Уповноважених Української Сторони для виселення українців, хоч райцентр та й весь Ліськівський район на той час ще перебували в складі УРСР.
У жовтні відкрито міську партійну школу. На всіх заводах та в установах створено первинні організації ВКП(б) та ВЛКСМ. Утворено товариство з поширення політичних і наукових знань. Для виховання народу, який, за словами секретаря Дрогобицького обкому та міському КП(б)У в 1944—1946 роках Степана Олексенка «протягом століть підпадав впливу ворожої нам націоналістичної буржуазної пропаганди», в дусі комуністичної ідеології організовуються доповіді, лекції та політінформації з врахуванням грамотності та політичної обізнаності різних прошарків суспільства та соціальних груп, наприклад, окремо для вчителів, для жінок, інтелігенції, лікарів, молоді, робітників тощо. Кількість пропагандистських заходів на підприємствах, в закладах і організаціях міста й області, та їх відвідування співробітниками, згідно з принципами тоталітаризму, строго фіксується та контролюється. Створено гуртки та семінари по вивченню творів Карла Маркса, Фрідріха Енгельса, Володимира Ульянова (Леніна) та Йосипа Сталіна, всіляко заохочується самостійна робота над їх працями. Станом на 1 січня 1945 року в області проведено 17 000 зборів на різні політичні теми, у яких брали участь 1 млн 300 тис. громадян.
Партійно-господарський апарат Дрогобича повністю сформовано з представників східних областей України та інших республік СРСР, для чого в місто протягом кількох місяців скеровано 330 осіб.

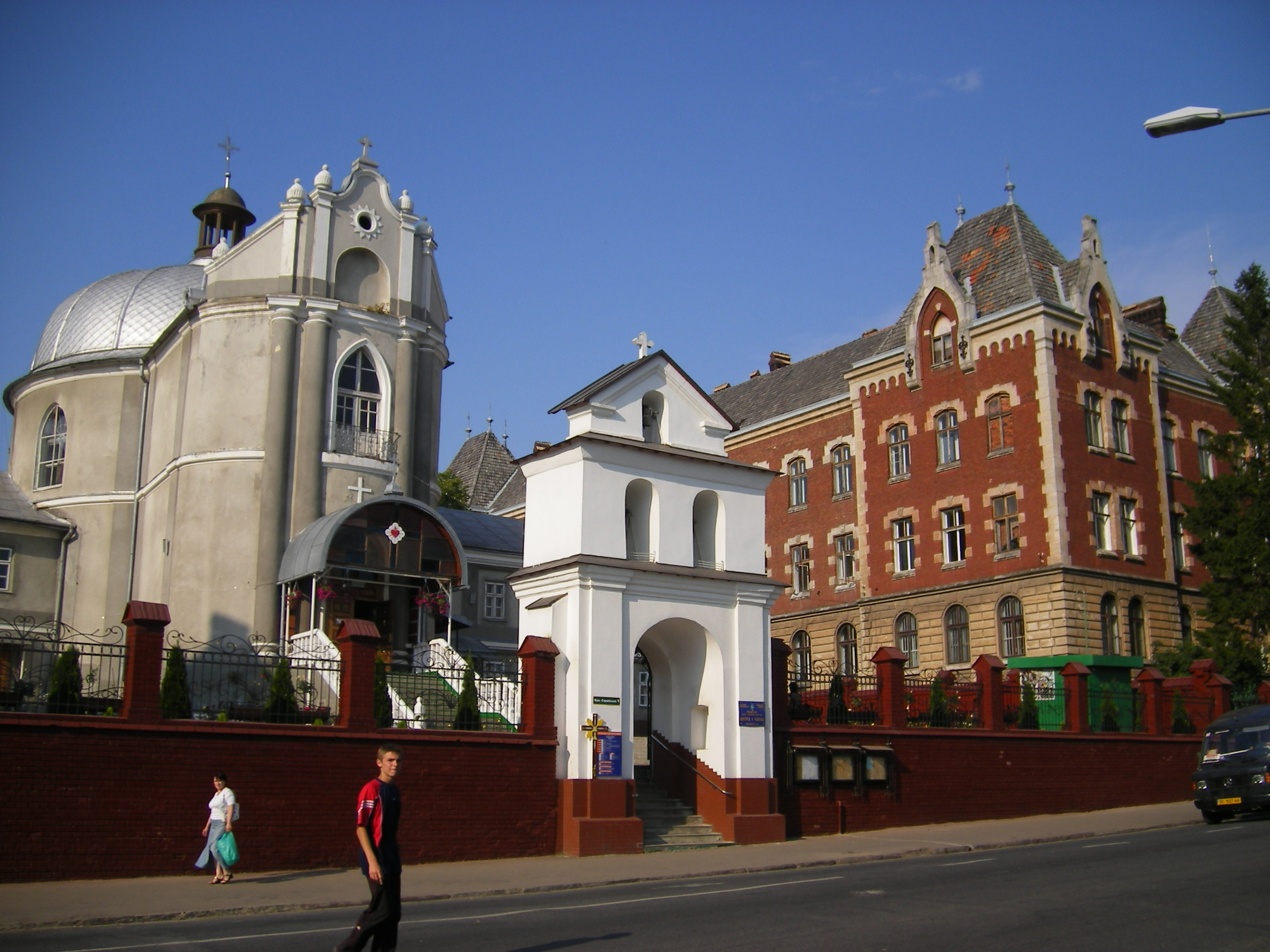
Монастир святих Апостолів Петра і Павла (ліворуч)та тюрма НКВС (праворуч).

У листопаді після вимушеної перерви в період окупації поновлено навчання на історичному, мовно-літературному та фізико-математичному факультетах учительського інституту.
1944 року церкву Петра та Павла перетворено на пересильний пункт при обласному управлінні НКВС для репресованих мешканців Дрогобиччини. У зв'язку зі значним винищенням євреїв під час окупації на території Дрогобицької області до 20,3 % збільшилась кількість польської громади. В самому місті цей відсоток був ще більшим.
Наприкінці року з евакуації з Узбекистану (міста Ургенч) повернулась трупа дрогобицького театру і об'єдналась з місцевим аматорським.
Прибувають у Дрогобицьку, як і в інші західні області, вчителі, лікарі та науковці, кількість яких після окупації зменшилась. Зокрема на кінець 1944 року в школах Дрогобича не вистарчало більше трьох десятків викладачів, а в медичних закладах міста в наявності 264 лікарі та працівники середнього медперсоналу при потребі 459 осіб. Хоча основною причиною скерування є недовіра до представників місцевого населення та інтелігенції зокрема. Акцент робиться на «варягів», не пов'язаних родинними, конфесійними, а часто й етнічними зв'язками з корінним населенням, якими легше керувати в рамках тоталітарної держави на шляху до «побудови комуністичного суспільства в усьому світі». Дрогобичанам відводилась роль дешевої робочої сили. Якщо когось з уродженців краю й призначали до органів управління, то на другорядні посади. В той же час прислані спеціалісти часто не мають відповідної кваліфікації, наприклад, в 1945 році з шести осіб керівництва міськвно більше половини без вищої освіти.
У січні 1945 року в Дрогобич приїхав Микита Сергійович Хрущов, на той час перший секретар ЦК КП(б)У. За його участю, ймовірно 16 січня, відбулась нарада керівників партійних та силових структур області, аналогічна тій, що проводилась 10 січня по Львівській області. На нараді Хрущов поставив перед присутніми вимогу в трьохмісячний термін покінчити на Дрогобиччині з Армією Крайовою, ОУН та УПА, а перший секретар обкому Степан Олексенко таку обіцянку дав. Влада знову вдається до випробуваних в 1939—1941 роках методів: масові арешти, тюремні терміни, депортації, виселення,. При цьому так званий «партійно-радянський актив» нерідко порушував радянські закони.
9 січня на базарному майдані в присутності 8 000 місцевих мешканців за вироком військового трибуналу повішено мешканців Дрогобицького району бійців УПА Безика (1923 року народження) та Білого (1921 року народження).
20 січня 1945 року згідно з наказом № 58 Народного Комісара нафтової промисловості М.Байбакова створений середній спеціальний навчальний заклад Дрогобицький нафтовий технікум.
Вночі 22 січня, ймовірно, польськими підпільниками, викрадено і частково спалено всі документи, котрі знаходились у приміщення польської комісії з переселення поляків з України до Польщі.
1945 року, внаслідок виселення польських родин з Дрогобича на територію Польщі, в місті повністю закрито одну зі шкіл, а загальна чисельність учнів зменшилась на 758 осіб (з 2 725 до 1 967 учнів), або майже на 28 %.
У березні Бірчанський і Ліськівський райони та західна частина Перемишльського району включно з містом Перемишль зі складу Дрогобицької області передано Польщі. А вже у квітні на передані села, зокрема Березка та Сівчина колишнього Бірчанського району, де мешкали переважно українці, здійснено напади підрозділів Армії Крайової, Батальйонів хлопських за участю селян-поляків з навколишніх сіл (див. Різня в Березці, Різня в Сівчині).
В червні 1945 дрогобицькі НПЗ довели переробку нафти до довоєнного рівня.
З літа 1945 і аж до осені 1947 року в місті діяла створена з ініціативи обласного проводу ОУН при сприянні та кураторстві провідника СБ Левка Грущака (псевдо «Лев») молодіжна підпільна організація «Месники». Керівний центр знаходився на вулиці Івана Франка в хаті Віри Михайлівської, активної учасниці «Пласту», колишньої учениці Дрогобицької гімназії. Крім випускників останньої, в роботі з розповсюдження антирадянських листівок активну участь брали старшокласники середніх шкіл № 1 та № 5. Діяла в місті й інша молодіжна група під назвою «Крути». Підпільники поширювали листівки на вулицях Дрогобича, чіпляли на стіни будинків та управління НКВС, закидали в квартири місцевих партійних та радянських функціонерів та навіть на подвір'я О.Сабурова, який у той час обіймав посаду начальника Дрогобицького обласного управління МВС. А виготовлялась друкована продукція у підпільній друкарні, котра знаходилась у селі Медвежа.
З липня 1946 року до червня 1949 року підпілля ОУН та відділи УПА провели на Дрогобиччині 748 збройних акцій, або 23 % від 3190 акцій, здійснених в чотирнадцяти областях.
16 серпня на базі рафінерії «Дрос» створено машинобудівний завод, невдовзі перетворений на єдиний в Україні долотний. 1946 року в Дрогобичі створено Заслужений Прикарпатський ансамбль пісні й танцю "Верховина" під керівництвом Юліяна Корчинського. Цей видатний композитор і фольклорист, заслужений діяч мистецтв беззмінно керував колективом аж до 1970 року.
В 1947 році, згідно з рапортом керівництва міста, Дрогобич відновив довоєнний рівень випуску промислової продукції. Скасовано карткову систему. В СРСР проведено грошову реформу. Дрогобицький долотний завод випустив свою першу партію доліт для бурових установок.
На початок 1948 року в місті працювали 33 бібліотеки, Будинок народної творчості, 2 кінотеатри, 9 клубів, 31 медична установа, філармонія.
У травні Медиківський район зі складу Дрогобицької області передано Польщі.
На кінець 1948 року з 953 представників дрогобицької інтелігенції лише 216 осіб, або менше 23 %, з місцевого населення, а з 26 присланих викладачів основного складу вчительського інституту — жодного доктора наук і лише один кандидат філологічних наук, завідувач кафедри літератури М.Коробко.
За 1948 рік на теренах області карально-репресивними органами віднайдено 106 бункерів та криївок УПА.
На березень 1949 року на керівних посадах в органах адміністрації, НКВС, суду, прокуратури, планових, торговельних та фінансових установ Дрогобича Західну Україну репрезентують лише п'ятеро, в керівних комсомольських та партійних органах з 36 осіб — жодного.
29 червня парафіяльний костел закрито. Ще один дрогобицький костел, що знаходився на Війтівській горі, передано для нецільового використання військовій частині. Церкви Параскеви-П'ятниці, Святої Трійці та Різдва Пречистої Богородиці УГКЦ передано РПЦ. Духовні святині юдеїв, протестантів та релігійних громад інших конфесій пограбовано, а потім зруйновано чи переобладнано на господарські потреби.
За 1949 рік на Дрогобиччині органами НКВС заарештовано 303 підпільники ОУН та захоплено в полон 707 повстанців УПА.
У грудні 1950 року на закритому суді військового трибуналу Прикарпатського військового округу трьох членів молодіжної організації ОУН «Месники» засуджено до смертної кари через розстріл. Ще 11 патріотів отримали по 25 років концентраційних таборів.
1951 року, згідно з договором про обмін ділянками територій, Нижньо-Устріцький район зі складу Дрогобицької області передано Польській Народній Республіці. Передача району, як і раніше Бірчанського, Ліськівського, Медиківського, Перемишльського районів, супроводжувалася виселенням українців з рідної землі. Проводячи депортацію, уряд Польщі, як і уряд СРСР, керувалися Угодою між цими державами, підписаною в Любліні 9 вересня 1944 року, але, попри текст угоди, в якому наголошувалось, що «Евакуації підлягають лише ті з перелічених (…) осіб, які виявили своє бажання евакуюватися і щодо прийняття яких є згода Уряду Української РСР і Польського Комітету Національного Визволення. Евакуація є добровільною і тому примус не може бути застосований ні прямо, ні посередньо. Бажання евакуйованих може бути висловлено як усно, так і подано на письмі.», виселення було примусовим і з застосуванням військових підрозділів. Крім того, населення Бірчанського, Ліськівського та західної частини Перемишльського району потрапили ще в 1947 році під етнічну чистку під час операції «Вісла», внаслідок якої українці з Лемківщини, Надсяння, Підляшшя і Холмщини були переселені на схід, на землі, що перейшли до Польщі від Німеччини, а саме у новостворені Вроцлавське, Гданське, Ольштинське, Познанське і Щецінське воєводства. Для найкращої асиміляції населення спеціально розміщувалось некомпактно, не більше 3-4 сімей в одне село.
У 1952 на початок навчального року в учительському інституті лише 2 викладачі з 40 осіб викладацького складу, або 5 %, родом з Західної України. Лише п'ятеро з них мають вчений ступінь кандидат наук. 17 лютого учительський інститут перейменовано на педагогічний.
1953 року, через чотирнадцять років після приходу Червоної Армії та через дев'ять після повернення, попри щорічні випуски в педагогічному інституті та педучилищах, в дрогобицьких школах місцевих лише 34 вчителі з 228, або менше 15 %.
У червні 1953 року з 268 осіб міської партноменклатури місцевих лише 29, або менше 11 %, з 52 директорів будівельних, промислових та транспортних підприємств Дрогобича родом з Західної України лише п'ятеро (менше 10 %), з 12 директорів шкіл — лише двоє (менше 17 %). Немісцеві навіть керівники лазні та санстанції.

#### Репресії
Представники комуністичної партії, які рухались в обозі наступаючих військ Червоної Армії, знову зайняли приміщення ратуші, утворивши нові склади дрогобицького обкому та міському і вважали, що їх, перемагаючих у війні, вже ніколи й ніхто звідти не попросить. Утворено товариство з поширення політичних і наукових знань. Широко використовуються в пропаганді засоби масової інформації та кінотеатри міста.
А для певності владні структури відновили репресії, які розпочали стосовно польського та українського населення ще в вересні 1939 року, в плановому проведенні котрих їм завадив початок Німецько-радянської війни.
До 20 січня в західних областях УРСР органами держбезпеки арештовано 3225 осіб, в тому числі органами УНКВС Дрогобицької області заарештовано 939 осіб, серед яких 330 осіб — члени Армії Крайової та 388 осіб — так звані «антирадянські елементи».
Проводяться акції з залякування українського населення Дрогобиччини. Та не так сталося, як гадалося. Українське населення бачило в бандерівцях захисників від сваволі радянських карально-репресивних органів, а повстанці навзамін отримували добровільних провідників, прихисток, джерело розвідувальної інформації та продовольчу базу. А дехто й сам вступав в ряди УПА, як, наприклад, уродженець міста Василь Гак на псевдо «Гарт», стрілець сотні «Месники-2» куреня «Месники».
В лютому НКВС доповідало керівництву про наявність на теренах області 68 підпільних груп та більш ніж 2 192 «бандитів»,.
Якщо поляків виселяють з Дрогобиччини на захід, то шлях українців пролягає в протилежному напрямку — в Сибір, Мордовію.
«Звичайно виселення сімей (…) є засіб швидкої ліквідації бандитизму, але я повинен сказати, що це засіб дуже сильний, і коли його по-справжньому використати, буде добрий результат. Зважаючи на те, що ми в ешелон помістили мало сімей, нам потрібно надати допомогу на першу половину січня, необхідно дати хоча б 150 вагонів» — це цитата з доповіді С.Олексенка наприкінці грудня 1945 року М.Хрущову на тему «реагування населення на виселення сімей українських націоналістів». Державна залізниця надає товарняки, спецслужби заповнюють їх репресованими за найменшої підозри в симпатіях до ОУН місцевими мешканцями. Їх майно знову, як «за перших совітів», конфісковують або й привласнюють. І таке діється не тільки в Дрогобицькій, а й по інших областях.
Із спогадів Хомій-Камінської Євгенії Томівни, уродженки с. Тернавка Жидачівського району (в ті часи — Дрогобицької, а тепер Львівської області), медсестри УПА, заарештованої 9 квітня 1946 року:

| Вісім місяців я відбула у Дрогобицькій тюрмі під слідством. Страшно згадувати ті часи! Слідчі були спеціально треновані до катування людей і застосовували страшні тортури. Мені заганяли голки під нігті, затискали пальці в дверях, а як били гарячими шомполами по п'ятах, то били рівномірно, щоб дужче боліло – вони розумілися на тому. Енкаведисти не пропускали нагоди принизити нас морально, поглузувати з наших ідей і переконань, бо знали, що це боліло нас найдуще. Коли у коридорі зустрічалися два конвоїри, що вели в'язнів на допит, то вони віталися таким чином: – Слава Україні! – кричав один. – Героям слава! – відповідав другий і обидва голосно реготали. Серце обливалося кров'ю, але ми мусіли мовчати. |
| |

| Нарешті слідство скінчилось. Відкриваються двері нашої 13-ї камери, і я чую команду: – Собираться с вещами! Наказ виконую швидко. Маленька полотняна торбинка в одній руці, під пахою – невеличка подушка. Ось усі мої тюремні пожитки. Маю досить смішний, вірніше жалюгідний вигляд, бо на ногах у мене замість моїх гарних чобіток подерті кирзаки з широкими халявами. На подвір'ї дрогобицької тюрми «Бригідки» три четвірки виснажених мужчин, у четвертій бракує однієї людини. Кулак в спину і я вже стою четверта. Спереду, з боку і ззаду чотири конвоїри, собака. Поволі рушаємо до брами. За нею багато жінок, чоловіків старшого віку зустрічають нас плачем, розв'язують вузлики, щоб нас пригостити. Однак конвой стріляє вверх, прикладом відганяє людей від брами. |
| |

| Під'їжджає «чорний ворон», і нас везуть на суд. Він короткий. В кімнату, куди мене завели, сидить «трійка». Швиденько зачитують «обвинительный акт» по ст. 54-1а–11, а ще через 5 хвилин і вирок – 10 років позбавлення волі, 5 років позбавлення громадянських прав. Відбувати покарання доведеться у далеких таборах Воркути. В коридорі зустрічаюсь із стрільцем, який показує на пальцях, що йому дали 15 років каторги, два інших показують на хрестик. Це означає смерть. |
| |

Особливо недобру славу серед мешканців Дрогобиччини мав керівник Дрогобицького обласного управління НКВС з 31 серпня 1944 по 16 березня 1951 року (пізніше перейменованого в облуправління МВС) Герой Радянського Союзу Сабуров Олександр Миколайович, який був безпосереднім організатором військових операцій проти Української Повстанської Армії і підпілля ОУН та часто особисто брав участь у репресіях проти членів сімей учасників Руху Опору. Ще в часи Другої світової війни радянські партизани під командуванням Сабурова, часто переодягнені в німецьку уніформу, здійснювали терористичні акції і чинили масові насильства щодо місцевого населення. І в післявоєнний час під його керівництвом створювались спецгрупи НКВД, які під виглядом загонів УПА вчиняли звірства на території області. Тим більше, що мали, як і структури НКДБ-МДБ-КДБ на це відповідні накази.
Недаремно про тогочасні події український народ склав коляду «Сумний Святий вечір в сорок шостім році. По всій нашій Україні плач на кожнім кроці».

### 1954—1991 роки

Приміщення цехів швейної фабрики «Зоря». Вид з боку вулиці Грушевського.

Дрогобицька загальноосвітня школа I-III ступенів № 14

Кінотеатр «Аврора», пізніше «Прометей». Сучасний вигляд.

Приміщення навчального корпусу Дрогобицького нафтового технікуму. Вид з боку вулиці Грушевського. Справа — каплиця Божої матері з Ісусом на руках.

Станція для автобусів приміського сполучення. Сучасний вигляд.

Єдиний в Дрогобичі дванадцятиповерховий будинок по вулиці Грушевського

Після смерті 1954 року Сталіна тисячі невинно репресованих почали вертатись з таборів ГУЛАГу, хоча багатьом з них заборонено проживати на території Дрогобицької, Івано-Франківської, Львівської та Тернопільської областей. А дуже часто й нема куди — їхнє житло конфісковане та передано в чужу власність.
Урядом СРСР взято курс на швидку індустріалізацію Західної України в цілому та Дрогобича зокрема. Причому наголос робиться на розвитку не легкої промисловості для задоволення потреб населення, а підприємств важкого машинобудування та нафтопереробки.
У 1955 році промисловість Дрогобича в 5 раз перевищила довоєнний рівень. Створено перший генеральний план розвитку та реконструкції міста. 1956 року утворено завод залізобетонних виробів. Ліквідовано історичний факультет педінституту, студентів переведено до Львівського університету. На вулиці Стрийській збудовано нове приміщення середньої школи № 4. Відкрито міський Будинок культури. 1957 року засновано плодоконсервний завод. Ансамбль пісні й танцю «Верховина» за виступ на VI Всесвітньому фестивалі молоді і студентів отримав бронзову медаль та звання лауреата. 1958 року розпочато будівництво другої лінії водогону Уріж — Дрогобич. На вулиці Пилипа Орлика зведено перший в місті багатоповерховий будинок висотою в п'ять поверхів.
21 травня 1959 Дрогобицьку область ліквідовано, територію передано до Львівської. Дрогобич стає містом обласного підпорядкування, залишаючись районним центром Дрогобицького району в складі Львівської області.
У 1959 році утворено міську організацію Всесоюзного товариства винахідників та раціоналізаторів. Львівський педінститут переведено в Дрогобич та об'єднано з місцевим, що майже в 2 рази збільшило кількість студентів. Факультет фізкультури та спорту Дрогобицького педінституту (ДПІ) переведено до міста Кременець. Засновано заочний загальнотехнічний факультет Львівської політехніки.
1960 року здано в експлуатацію середню школу № 5 та нове приміщення СШ № 2. 31 травня в педінституті відкрито факультет підготовки вчителів початкових класів.
У 1961 році з декількох артілей утворено ливарно-механічний завод. Згодом його перейменовано на завод газової апаратури. До території міста приєднано присілок Млинки та частину села Лішня.
1962 року утворено виробниче швейне об'єднання «Зоря». На вулиці Павлова збудовано центральну районну лікарню на 705 лікарняних ліжок. Виробництво промислової продукції в Дрогобичі перевершило рівень 1945 року в 11 раз.
Наприкінці 1963 року НПЗ «Польмін» та «Галіція» об'єднано в «ВО Дрогобичнафтопереробка».
У 1964 році будівництво другої лінії водогону Уріж — Дрогобич завершено.
1965 року на базі дрогобицького цеху Львівського заводу автонавантажувачів створено завод автомобільних кранів, який 13 березня 1966 року випустив свій перший кран. Кілька артілей об'єднано в завод побутової хімії. Збудовано міські очисні споруди. Відкрито ПТУ № 19.
У 1966 році завод газової апаратури перейменовано на «Дрогобицький експериментально-механічний завод газової апаратури і спецобладнання». Збудовано та запущено в дію молокозавод.
1967 року промисловість Дрогобича в двадцять разів перевищила довоєнний рівень. Закрито факультет підготовки вчителів молодших класів педінституту.
У 1968 році Дрогобицький педінститут складається з шести факультетів (іноземних мов, методики та педагогіки початкового навчання, музично-педагогічного, фізико-математичного, філологічного) та 16 кафедр.
1969 року територія Дрогобича становила 3 177 га. Прийнято другий генеральний план розвитку міста на наступні 25-30 років, згідно з яким, наприклад, населення Дрогобича в 2000 році повинно досягти 160 000 осіб.
З кінця 60-х завод автомобільних кранів та завод газової апаратури ведуть інтенсивне будівництво для своїх працівників, а часто й за їх допомогою в позаробочий час, житла по вулиці Космонавтів (тепер Княгині Ольги).
У 1971 році «ВО Дрогобичнафтопереробка» перейменовано в державне підприємство «Дрогобицький НПЗ». Продукція переробки нафти, а це бензин, парафін, технічний вазелін, йде на експорт та до всіх республік СРСР. Фізико-математичний факультет педінституту поділено на математичний та фізичний. Відкрито СПТУ № 19.
За період з 1971 по 1985 роки в місті побудовано й відкрито такі заклади торгівлі: «Автомагазин», «Галантерея», «Дитячий світ», «Знання», «Каменяр», «Мистецтво», «Оптика», «Перлина», «Спорттовари», «Універмаг», «Універсам», «Філателія», «Юний технік», «1000 дрібниць». Працюють музичне училище, кооперативне та швейне № 54. Збудовано нові корпуси механічного та нафтового технікумів.
У 1972 році на вулиці Івана Франка викопано озеро. В місті працюють 25 дитячих садків, в яких доглядають 3 175 маленьких дрогобичан.
1973 року прийняла своїх перших учнів середня школа № 14 (по вулиці Радянській, тепер Грушевського) та СШ № 15. Старшокласники на уроках праці проходять виробниче навчання. Наприклад, в СШ № 14 хлопці в шкільній майстерні на уроках праці на деревообробних та металорізальних верстатах виготовляють деталі відповідно для плодоконсервного та автокранового заводів і разом з атестатом отримують кваліфікаційне посвідчення про здобуття фаху токаря 1-2 розряду, а дівчата в класі машинопису здобувають професію секретар-друкарки. При школі побудовано футбольний, баскетбольний і волейбольний майданчик, турніки, невелику теплицю, метеорологічний майданчик, споруди для занять початковою військовою підготовкою (ПВП). В класі ПВП учні готуються до служби в Збройних Силах СРСР: знайомляться з статутами, вчаться ходити строєм, виконувати військові команди, користуватись протигазом, дозиметром, загальновійськовим захисним комплектом, розбирати та збирати справжні (тільки з спиляним бойком) автомати Калашникова. Пізніше в підвальному приміщенні запрацював й шкільний тир для стрільби з малокаліберних гвинтівок Тульського збройового заводу.
У 1975 році споруджено завод «Знамя». Продукція — електрообладнання для потреб ВПК.
1976 року збудовано водогін Стрий — Дрогобич. На вулиці Самбірській розпочато будівництво нового житлового масиву, де зведено перший в місті дім висотою в дев'ять поверхів. На вулиці Трускавецькій побудовано туристичний комплекс з готелем «Дрогобич».
У 1977 році розпочав роботу широкоформатний кінотеатр «Аврора», пізніше перейменований на «Прометей». Це найкращий, але далеко не єдиний такий заклад в місті. Працюють ще кінотеатри «Піонер», «Комсомолець», «імені Кірова». Фільми показують в приміщенні будтресту та навіть в актовому залі середньої школи № 14 по суботам після уроків учні за символічні 10 копійок мають змогу переглянути, наприклад, Зорро чи Фанфан-Тюльпан. Факультет підготовки вчителів початкових класів ДПІ поновив свою роботу.
В липні 1978 року на основі фізичного факультету ДПІ відкрито факультет підготовки вчителів загально технічних дисциплін та праці.
У 1981 на вулиці Самбірській збудовано завод «Граніт». Продукція — кераміка та кристали знову для потреб ВПК. Та й інші підприємства Дрогобича можуть за виникнення потреби швидко переорієнтуватись на випуск військової продукції замість цивільної. Комплектуючі для заводів приходять з багатьох республік СРСР. Такий самий, якщо на більший, список отримувачів готових промислових товарів. При розпаді Радянського Союзу розрив цих зв'язків стане однією з причин занепаду міської господарки. Відкрила двері середня школа № 16 та художня школа. Міському Будинку культури присвоєно ім'я Івана Франка.
1982 року на вулиці Стрийській побудовано вокзал для автобусів міжміського сполучення (зараз не працює). В місті налічується 34 дошкільні дитячі установи. На вулиці Лесі Українки запрацювала музична школа № 2.
У 1983 почато забудову житлового масиву на вулиці Володимира Великого. 1984 року на вулиці Пилипа Орлика побудовано станцію для автобусів приміського сполучення. Прийняли молоде покоління дрогобичан середня школа № 17 та дитячо-юнацька спортивна школа (ДЮСШ). За період з 1981 по 1985 рік в місті збудовано 28 будинків з загальною площею 105 000 м². 1987 року на площі Тараса Шевченка зведено готельно-ресторанний комплекс Тустань. 1988 року через залізничну колію по вулиці Стрийській збудовано шляхопровід. Ліквідовано загальнотехнічний факультет Львівського політехнічного інституту. В місті створено осередок асоціації Зелений світ.
15 січня 1989 року в Дрогобичі створено первинну організацію Товариства української мови (ТУМ). 20 серпня утворено Товариство польської культури. В жовтні при ТУМ організовано хор Відродження. В листопаді створено осередок товариства Меморіал імені Василя Стуса.
У 1989 році по вулиці Радянській (тепер Грушевського) зведено єдиний поки що в Дрогобичі будинок заввишки 12 поверхів. Школу-інтернат перетворено на педагогічний ліцей при місцевому педінституті. Крім того, при педінституті утворено Малу академію наук (МАН), де учні 8-10 класів мали змогу поглиблено вивчати математику, фізику, хімію, українську та російську мову та літературу.
Наприкінці 1980-х в Дрогобич з Самбора переведено богословські курси, які згодом перетворились на Дрогобицьку духовну семінарію блаженних священномучеників Северина, Віталія та Якима УГКЦ.
На початок 1990 року 98 маршрутів та 195 автобусів на них з'єднували місто з багатьма населеними пунктами як Львівщини, так і інших областей УРСР.
У травні створено товариство «Добре серце». В липні засновано первинну організацію Спілки політичних в'язнів.
2 квітня 1990 року в Народному домі імені Івана Франка на першій сесії Дрогобицької міської ради першого демократичного скликання альтернативним голосуванням головою міськради вибрано члена УГС Мирослава Глубіша, а його заступником у міськвиконкомі став попередній голова Юрій Дацюк.
З 24 серпня до 30 вересня 1990 року учасниками історико-просвітницької організації «Меморіал», членами «Народного руху України», за підтримки десятків добровольців на території навчального корпусу Дрогобицького державного педагогічного інституту на вулиці Стрийській, 3 (тепер фізико-математичний факультет ДДПУ імені Івана Франка), в якому з вересня 1939 року і до кінця червня 1941 року знаходилось Дрогобицьке обласне управління НКВС разом з слідчою тюрмою, викопано кісткові останки 486 осіб. 11 вересня 1990 року прокуратурою Львівської області за фактом масового знищення людей було порушено кримінальну справу. Як свідчили результати судово-медичної експертизи:
- вік у більшості визначався у проміжку від 20 до 40 років, при цьому 360 останків належали чоловікам, 11 — жінкам, в 16 випадках стать встановити не вдалось. Крім того, 89 кісткових останків належало особам підліткового та юнацького віку, а від 4 до 10 останків — особам дитячого віку.
- При дослідженні кісток знайдено значну кількість ушкоджень різноманітної локалізації, заподіяних вогнепальною зброєю, тупими а також гострими рубаючими предметами.
- В 43 черепах виявлено деформовані кулі калібру 5,6 мм. Судово-балістична експертиза 31 з них віднесла до патронів, які були боєприпасами до спортивних гвинтівок, пістолетів та револьверів.

Постановою Ради Міністрів УРСР № 308 від 16 жовтня 1990 року створено урядову комісію. За висновками урядової комісії, зокрема, констатовано:
- «загиблі громадяни, останки яких виявлені у результаті розкопок на території навчального корпусу педінституту на вул. Стрийській, 3, в м. Дрогобичі є жертвами репресій переважно 1939—1941 років, що їх чинили НКВС-НКДБ у період сталінщини».
- «Виходячи з висновків повторної судово-медичної експертизи про приналежність від 4 до 10 кісткових останків особам дитячого віку, слідство приходить до висновку про незаконність їх розстрілу».
- «Службові особи Дрогобицького УНКВД допускали незаконні арешти людей, тим самим зловживали владою… Слідство вбачає в цьому ознаки злочинів, передбачених ст. 97, 103 КК УРСР в редакції 1927 р. (ст. 165, 173 КК УРСР)».

Не має ніяких підстав вважати, що це, навіть частково, чинили гітлерівці, тому що під час німецької окупації 1941—1944 років будинок використовувався лише за своїм прямим призначенням — як суд, а поліція та гестапо функціонували в інших будівлях міста.
14 липня 1991 року багато тисяч мешканців Дрогобиччини прийшли на мітинг-реквієм на центральний майдан міста, принісши з собою туди десятки портретів замордованих, багато жалобних хоругов та майже пів тисячі домовин з кістками репресованих. Після мітингу жертви комуністичної влади були перенесені на міський цвинтар та вперше знайшли вічний спокій за християнськими канонами на Полі Скорботи. Вперше, тому що тіла закатованих НКВС ніхто не ховав ні за яким обрядом, а просто скидали у величезні ями та пересипали вапном. На облаштування цього Поля, пасуючи перед ультиматумом «Меморіалу» та міського керівництва на чолі з головою Дрогобицької міської ради першого демократичного скликання, членом Української Гельсінської Спілки Мирославом Глубішем, перестрашена розголосом подій Рада Міністрів УРСР виділила певну суму грошей. Так само перший та одночасно останній раз
В листопаді в Дрогобичі утворено осередок Спілки незалежної української молоді (СНУМ).
У 1991 році місто займало територію 3 193 гектари, мало 4 площі та 206 вулиць, пряме залізничне сполучення з містами як України (Львів, Київ, Самбір, Стрий, Трускавець), так і інших республік СРСР (Вільнюс, Мінськ, Москва, Санкт-Петербург, Рига).

### Органи влади Дрогобича
Область очолювали:
- 1-і секретарі обкому КП(б)У-КПУ:
  - 1939—1941 роки — Ткач Яків Микитович,
  - 1944—1946 роки — Олексенко Степан Антонович,
  - 1947—1949 роки — Горобець Іван Григорович,
  - 1949—1952 роки — Олексенко Степан Антонович,
  - 1952—1956 роки — Гапій Дмитро Гаврилович,
  - 1956—1959 роки — Дружинін Володимир Миколайович.
- 2-і секретарі обкому КП(б)У-КПУ:
  - 1939—1941 роки — Загородний Олексій Григорович,
  - 1944—1947 роки — Горобець Іван Григорович,
  - 1947—1950 роки — Короленко Лука Ваніфатійович,
  - 1950—1951 роки — Штефан Михайло Миколайович,
  - 1951—1955 роки — Устенко Андрій Іванович,
  - 1955—1956 роки — Шелех Микола Родіонович,
  - 1956—1959 роки — Кащеєв Іван Андрійович.
- Головами облвиконкому обиралися:
  - 1939—1941 і 1944—1946 роки — Леженко Данило Дмитрович,
  - 1946—1947 роки — Кравчук Іван Юрійович,
  - 1947—1951 роки — Яворський Іван Йосипович,
  - 1951—1952 роки — Тарнавський Ілля Євстахійович,
  - 1952—1957 роки — Яворський Іван Йосипович,
  - 1957—1959 роки — Тарнавський Ілля Євстахійович.
- Дрогобицьке обласне управління НКВС-МВС очолювали:
  - 4.12.1939 — 28.3.1941 — капітан держбезпеки Зачепа Іван Іванович,
  - 28.3.1941 — .7.1941 — лейтенант держбезпеки Волков Олександр Микитович,
  - 31.8.1944 — 16.3.1951 — генерал-майор Сабуров Олександр Миколайович,
  - 16.3.1951 — 19.3.1953 — Сахаров Серафим Іванович,
  - 19.3.1953 — 11.6.1953 — полковник Стехов Сергій Трохимович,
  - 11.6.1953 — 23.9.1953 — полковник Химченко Андрій Дмитрович,
  - 23.9.1953 — 5.6.1954 — полковник Гриценко Олексій Варфоломійович,
  - 1954—1959 роки — полковник Скопін Віктор Дмитрович.
- Дрогобицьке обласне управління НКДБ-МДБ-КДБ очолювали:
  - 15.4.1941 — .7.1941 — капітан держбезпеки Зачепа Іван Іванович,
  - 9.10.1944 — 9.12.1948 — полковник Майструк Володимир Федорович,
  - 15.12.1948 — 6.12.1951 — полковник Мороз Микола Тихонович,
  - 6.12.1951 — 28.4.1952 — генерал-майор Кожевников Сергій Федорович,
  - 28.4.1952 — 19.3.1953 — полковник Стехов Сергій Трохимович,
  - 5.6.1954 — .05.1959 — полковник Гриценко Олексій Варфоломійович.

21 травня 1959 Дрогобицька область включена до складу Львівської області, утворивши її південну частину. Це була остання велика зміна адіміністративно-територіального поділу України на обласному рівні. На момент скасування область складалась з 20 районів і 4 міст обласного підпорядкування (Борислав, Дрогобич, Самбір, Стрий). Дрогобич залишився тільки районним центром однойменного району (в який не входить) та містом обласного підпорядкування Львівської області.
Місто очолювали:
- 1-і секретарі міського комітету КП(б)У-КПУ:
  - 1939—1941 роки — Ткач Яків Микитович,
  - 1944—1946 роки — Олексенко Степан Антонович,
  - 1946—1949 роки — Горобець Іван Григорович,
  - 1949—1950 роки — Олексенко Степан Антонович,
  - 1950—1950 рік — Максимов Панас Панасович,
  - 1950—1953 роки — Костюк Олексій Григорович,
  - 1953—1958 роки — Жуков Тимофій Семенович,
  - 1958—1968 роки — Закрой Георгій Гаврилович,
  - 1968—1969 роки — Чечель Віктор Антонович,
  - 1969—1985 роки — Барібан Володимир Платонович,
  - 1985—1987 роки — Борисюк Віктор Миколайович,
  - 1987—1991 роки — Радзієвський Олексій Васильович.
- Головами міськвиконкому обиралися:
  - 1939—1941 роки — Попіначенко Іполіт Кіндратович,
  - 1944—1946 роки — Бобров Іван Іванович,
  - 1946—1953 роки — Городиський Ярослав Йосипович,
  - 1953—1959 роки — Панченко Василь Прокопович,
  - 1959—1965 роки — Стратонов Анатолій Степанович,
  - 1965—1987 роки — Бульба Григорій Савич,
  - 1987—1990 роки — Дацюк Юрій Якович.

## В незалежній Україні
В часи незалежної України містом керували: Міські голови:
- 1990—1994 роки — Глубіш Мирослав Іванович,
- 1994—1996 роки — Дацюк Юрій Якович (20.07.1940-11.03.1996),
- 03. 1996—10. 1996 — в. о. Фурдин Осип Федорович,
- 1996—1998 роки — Лужецький Михайло Петрович,
- 1998—2002 роки — Радзієвський Олексій Васильович,
- 2002—2006 роки — Лужецький Михайло Петрович,
- 2006 — 13.02.2008 року — Гук Микола Петрович,
- 13.02.2008 — 25.05.2009 року — в. о. Гладун Алла Володимирівна (секретар міськради),
- 25.05.2009 року —2010 рік — Гук Микола Петрович,
- 2010 — 25.02.2014 року — Радзієвський Олексій Васильович,
- 16.03.2014 — 08.2014 — в. о. Курчик Роман Михайлович (секретар міськради)
- 08.2014 — 11.2014 року — Радзієвський Олексій Васильович,
- 11.2014 — 11.2015 року — в. о. Метик Тарас Михайлович (секретар міськради)
- 11.2015 — — Кучма Тарас Ярославович

### 2012 рік

Крамниця «Фото Квеллє», площа Ринок, 8.

Сучасний Дрогобич не перестає дивувати своїми древніми таємницями. У ніч з 1 березня на 2 березня 2012 року обвалилась підлога в крамниці «Фото Квеллє» (англ. «Foto Quelle») за адресою площа Ринок, 8. Утворилась яма глибиною до трьох метрів, в яку провалилась частина офісної техніки. При огляді її співробітниками МНС виявлено підземні ходи, один з яких вів в сторону костелу, інший — до ратуші.
17 квітня в місті пройшла Велика Гаївка, участь в якій взяли, як мінімум, 5 583 учасники. Досягнення зафіксовано представниками Книги рекордів України.
9 травня у Дрогобичі відзначили парадом до меморіалу військової слави (Вічного Вогню). Члени комуністичної партії партійних прапорів не розгортали, але йшли колоною в військовій формі з радянською символікою і написом рос. «Коммуничтическая партия Украины». На меморіалі військової слави була проведена панахида за душами загиблих на полі бою, яку відправив о. Микола Манзюк (УПЦ МП).

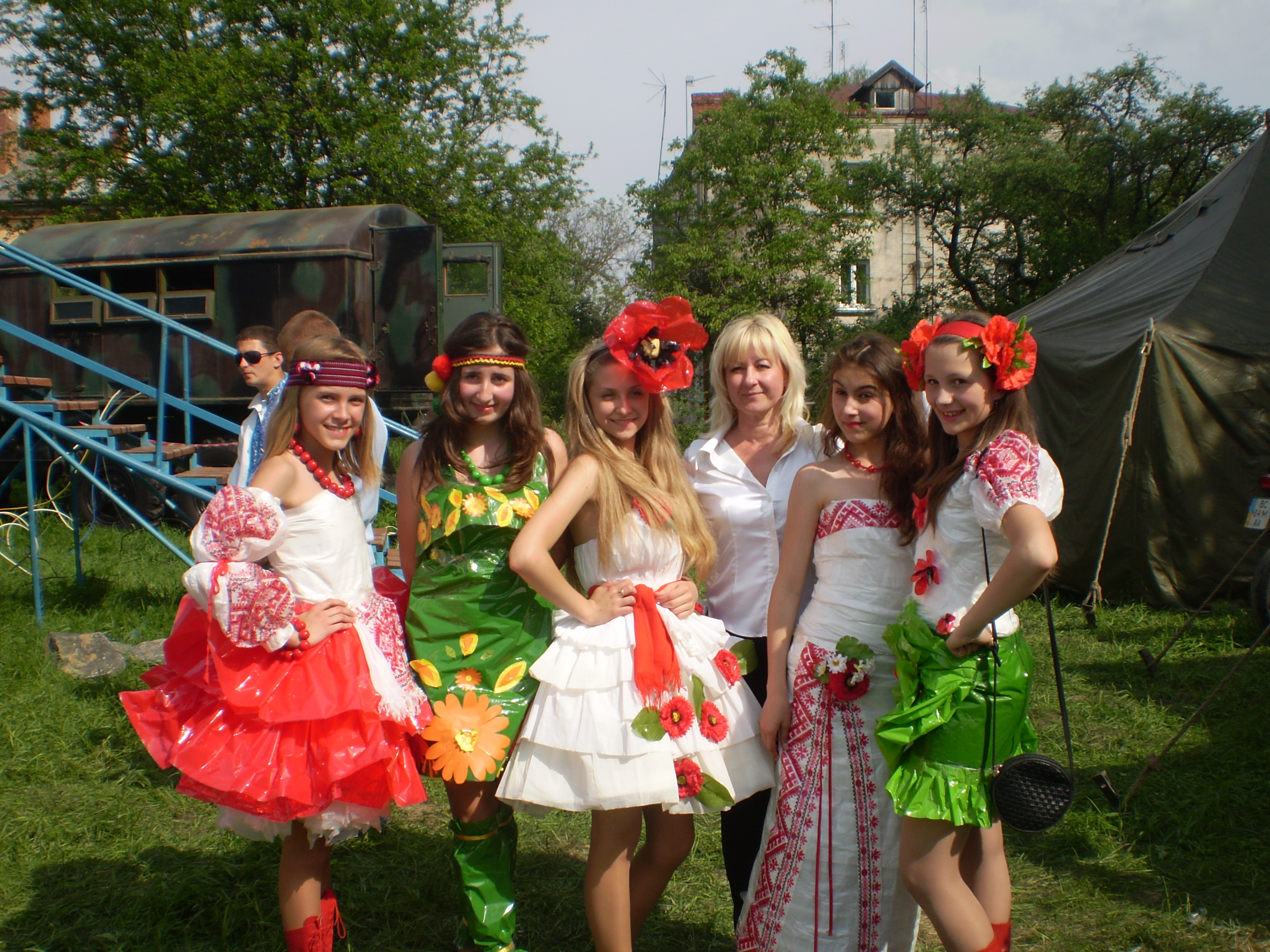
Вишиванка-фест 2012. Учасники конкурсу костюмів, виготовлених в народному стилі з нетрадиційних матеріалів, та їх керівник

20 травня 2012 року у Дрогобичі відбувся фестиваль Вишиванка-фест 2012. Ініціатором проведення фестивалю стала молодіжна громадська організація «Український молодіжний прорив». Під час фестивалю було проведено парад вишиванок, виставки, майстеркласи, виступи етно- та рок-колективів.
12 липня в місті по вулиці Стрийській, 3 відкрито Меморіал «Тюрма на Стрийській». На завершення церемонії відкриття Меморіалу «Тюрма на Стрийській» духовенством УГКЦ, УАПЦ та УПЦ КП відслужено панахиду по засмучених та освячено Меморіал. У часі співу «Вічна пам'ять…» Преосвященні Владики Ярослав (Приріз), єпископ Самбірсько-Дрогобицький УГКЦ, і Михаїл, Керуючий справами Дрогобицької та Самбірської Єпархії УПЦ КП, окропили Меморіальні плити-мартирологи, а військові вшанували салютом закатованих дрогобичан.
1 вересня Дрогобич відвідав апостольський нунцій архієпископ Томас Едвард Ґалліксон (англ. Thomas Edvard Gullicson). Це його перший візит в місто, під час якого Томас Едвард Ґалліксон відвідав Катедральний собор Пресвятої Трійці, де на його честь відбулася урочиста відправа, та благодійний фонд «Карітас».
8 вересня Дрогобич відвідав президент України В. А. Ющенко.
28 жовтня дрогобичани взяли активну участь у виборах до Верховної Ради України. Мешканці міста та району, а також Борислава й Трускавця голосували по одномандатному виборчому округу № 121. Кількість виборців, внесених до списку виборців (на момент закінчення голосування) становила 175 230 осіб, виборчі бюлетені отримали 113 554 особи. Явка становила 64,80 %. По Львівській області явка виборців складала 67,13 % і була найвищою по Україні. На дільниці № 461717 в загальноосвітній школі № 14 була виявлена ручка зі зникаючим чорнилом. По одномандатному округу № 121, попри спроби фальсифікацій, перемогу здобув представник об'єднаної опозиції член партії Всеукраїнське об'єднання «Батьківщина» Роман Ілик, який отримав 54 641 голосів виборців, або 49,11 %. Найближчий переслідувач, самовисуванець Павло Барнацький, отримав 9,65 % голосів підтримки. По багатомандатному виборчому округу перемогу на Львівщині святкувала партія Всеукраїнське об'єднання «Свобода», яка здобула 38,02 % голосів. За «Свободу» проголосували 499 703 виборці, що у 9,9 разів більше, ніж на виборах 2007 року. На другому місці Всеукраїнське об'єднання «Батьківщина» — 36,48 % голосів. Партія регіонів набрала по області 4,70 %, або 61 794 голосів, що на 757 голосів (1,2 %) менше, ніж на виборах 2007 року. Значну частину голосів Партія регіонів набрала в закритих виборчих дільницях у військових частинах та пенітенціарних закладах. Зокрема, у виправних (виховних) колоніях, яких на території області є 8, серед них дрогобицька ВК № 40, або «сороківка», за Партію регіонів проголосували 18,67 % виборців-зеків, що в 4 рази більше, ніж в середньому по області. Лідером у підтримці цієї політсили стала виправна колонія для неповнолітніх у Самборі, де за неї проголосувало 55,71 % ув'язнених з правом голосу.
12 листопада місто з неофіційним візитом відвідав Надзвичайний і Повноважний Посол США в Україні Джон Теффт та оглянув церкву святого Юра.

### 2013 рік
28 лютого 2013 року у Львові на 77 році життя помер владика Самбірсько-Дрогобицької єпархії УГКЦ Юліан (Вороновський), який 45 років виконував обов'язки священика УГКЦ, з них 27 — єпископом. 1 березня тіло владики прибуло в Дрогобич і було поміщено до Катедрального храму Пресвятої Трійці. Три дні в соборі проходило прощання вірних УГКЦ з владикою, відправлялись Служби Божі за упокій душі архиєрея, читалося Євангеліє. 4 березня о 10 годині у Кафедральному соборі розпочалася соборова архиєрейська Божественна Літургія, у якій взяли участь приблизно 300 священників і єпископів та тисячі мирян. Літургію очолив і виголосив проповідь архієпископ і митрополит Івано-Франківський Володимир (Війтишин). Після літургії траурна процесія простягнулася від собору Пресвятої Трійці до храму Переображення Господнього, звідки після панахиди тіло новопереставленого Архиєрея відвезли згідно заповіту до Унева.
25 червня у місті відбулося відкриття другої черги Меморіального комплексу «Тюрма на Стрийській» — музею «Тюрма на Стрийській».

#### Дрогобицький євромайдан
Починаючи з 22 листопада 2013 року в місті проходили віче на підтримку євроінтеграції України.
У неділю 24 листопада 2013 року в Дрогобичі колона людей з незареєстрованого релігійного угруповання УПГКЦ (так звана «секта Догнала») з вигуками і транспарантами проти Євросоюзу намагалась спровокувати на площі Ринок біля ратуші сутичку з учасниками більш ніж тисячного віче на підтримку «Євромайдану». Коли прихильники євроінтеграції витіснили опонентів з головної площі міста, останні здійснили спробу зірвати богослужіння у храмі Петра і Павла, але були й звідти вигнані парафіянами та учасниками мітингу, до яких приєдналось чимало небайдужих дрогобичан.
2 грудня у Дрогобичі стартували широкомасштабні страйкові акції.
Як повідомила 3 грудня Інформаційна Агенція ZIK з посиланням на міську Координаційну раду «Дрогобицький Євромайдан» «У Дрогобичі щодня збирають 10-15 тисяч гривень на підтримку акції у Києві».

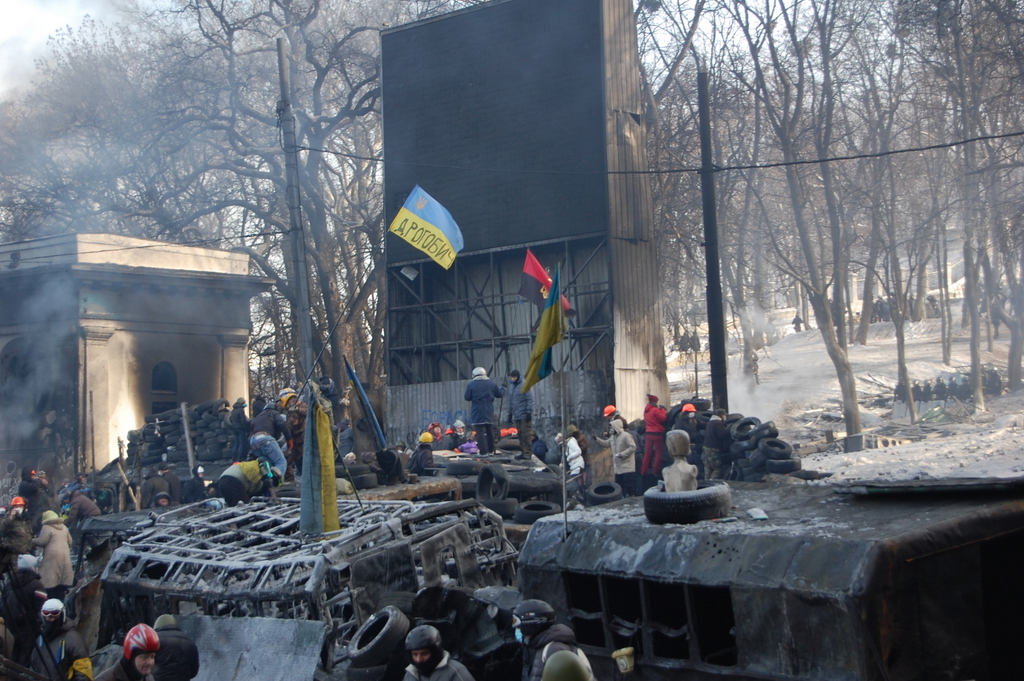
Прапор України з написом «Дрогобич» на барикаді протестувальників біля стадіону «Динамо» в Києві. 26.01.2014
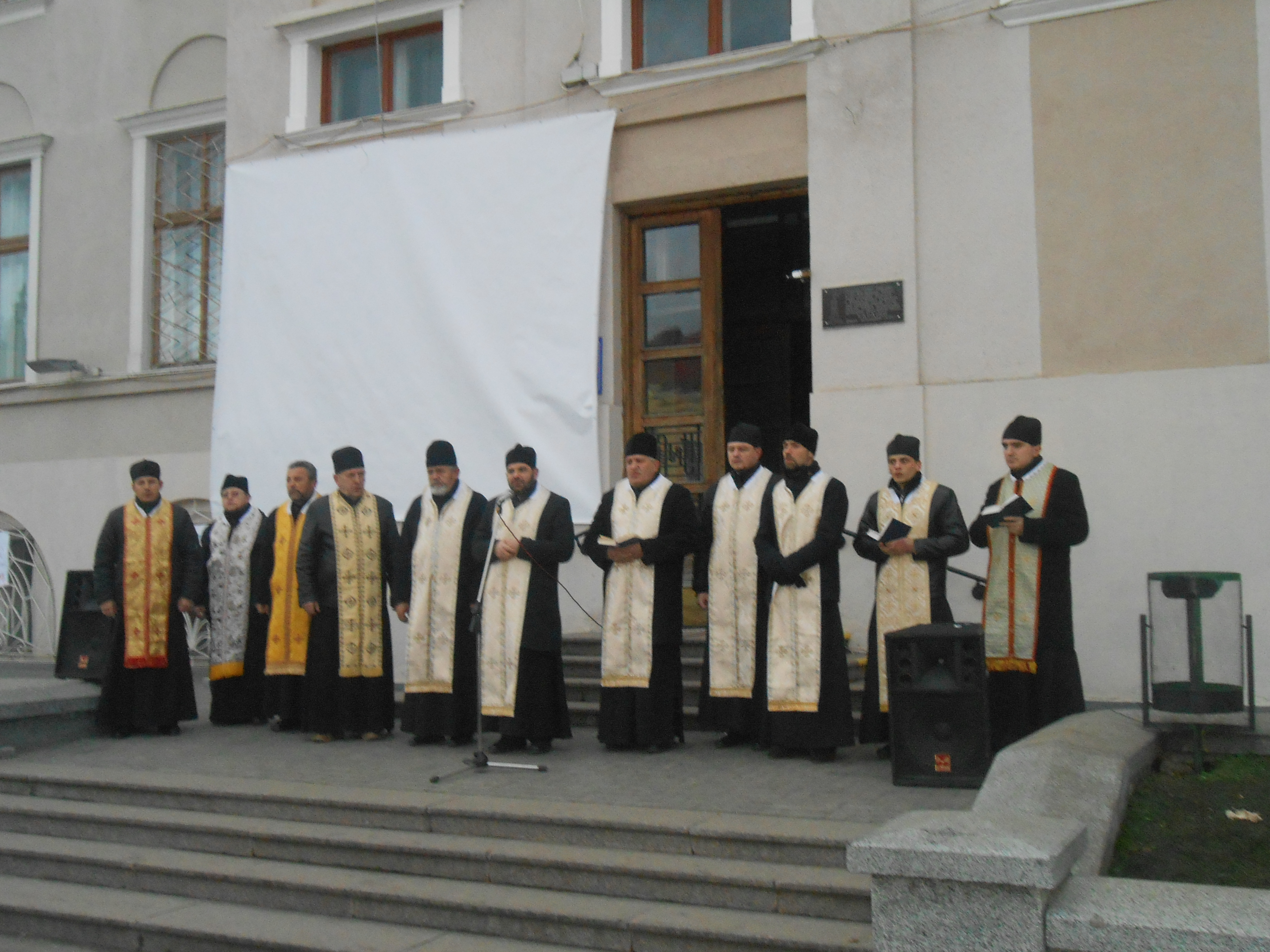
Молебень за Україну 30 листопада 2013 року священників УГКЦ в Дрогобичі перед Дрогобицькою ратушею на міському віче, яке засудило силовий розгін Євромайдану в Києві
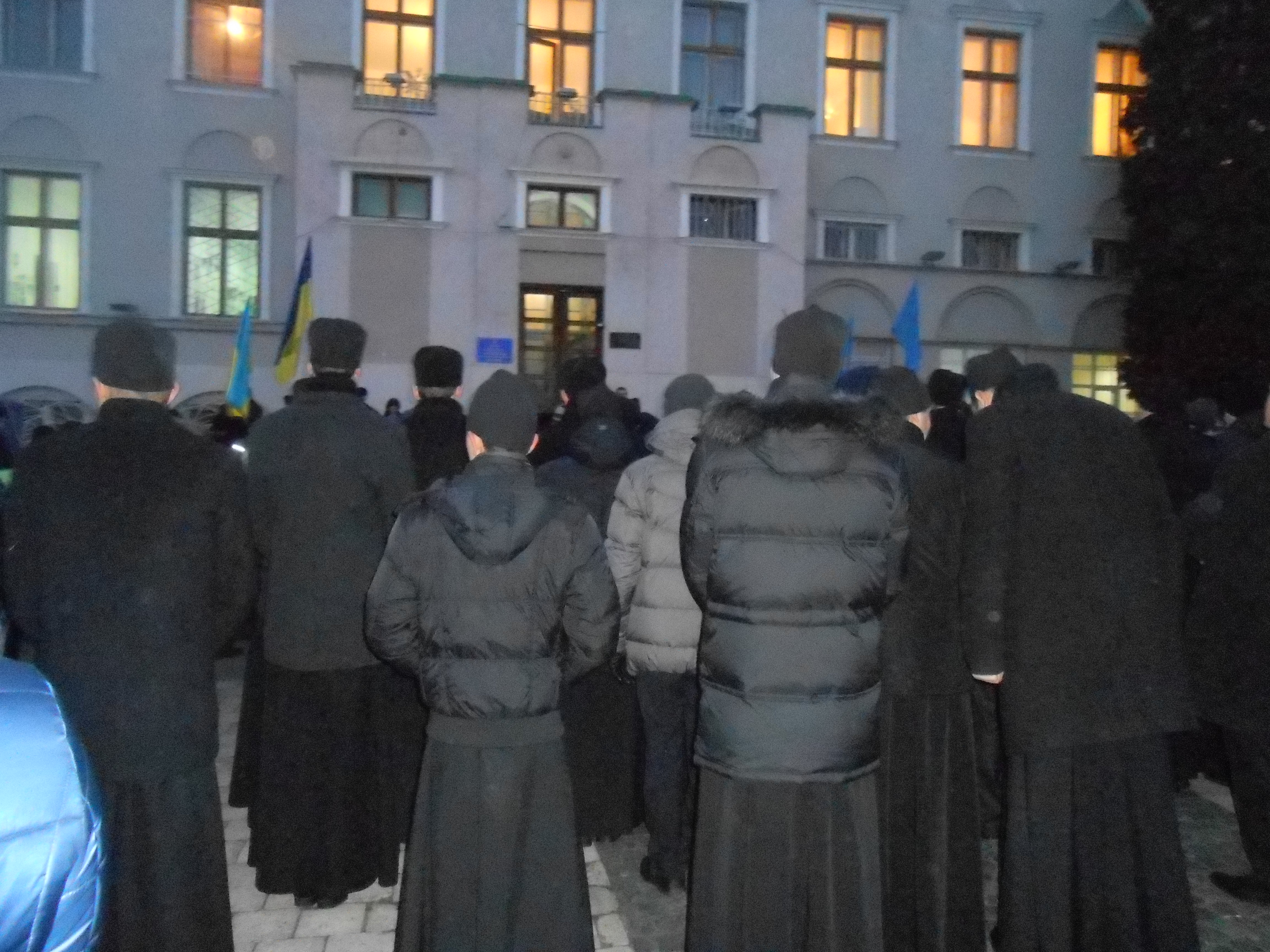
Семінаристи Дрогобицької духовної семінарії блаженних священномучеників Северина, Віталія та Якима УГКЦ на мітингу 27 листопада 2013 року в Дрогобичі на підтримку Євромайдану.
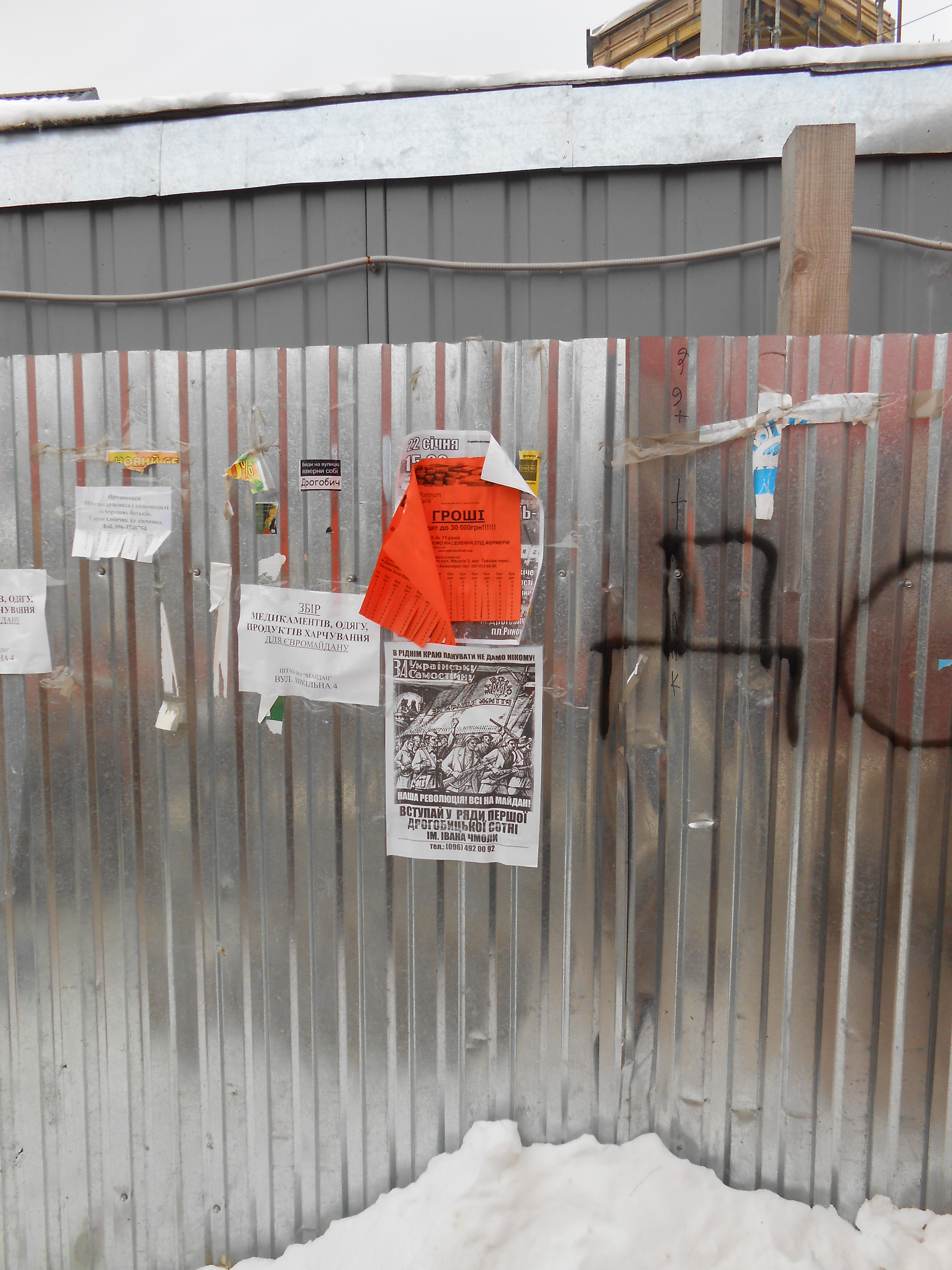
Листівка з закликом вступати до Першої Дрогобицької сотні імені Івана Чмоли самооборони Майдану.

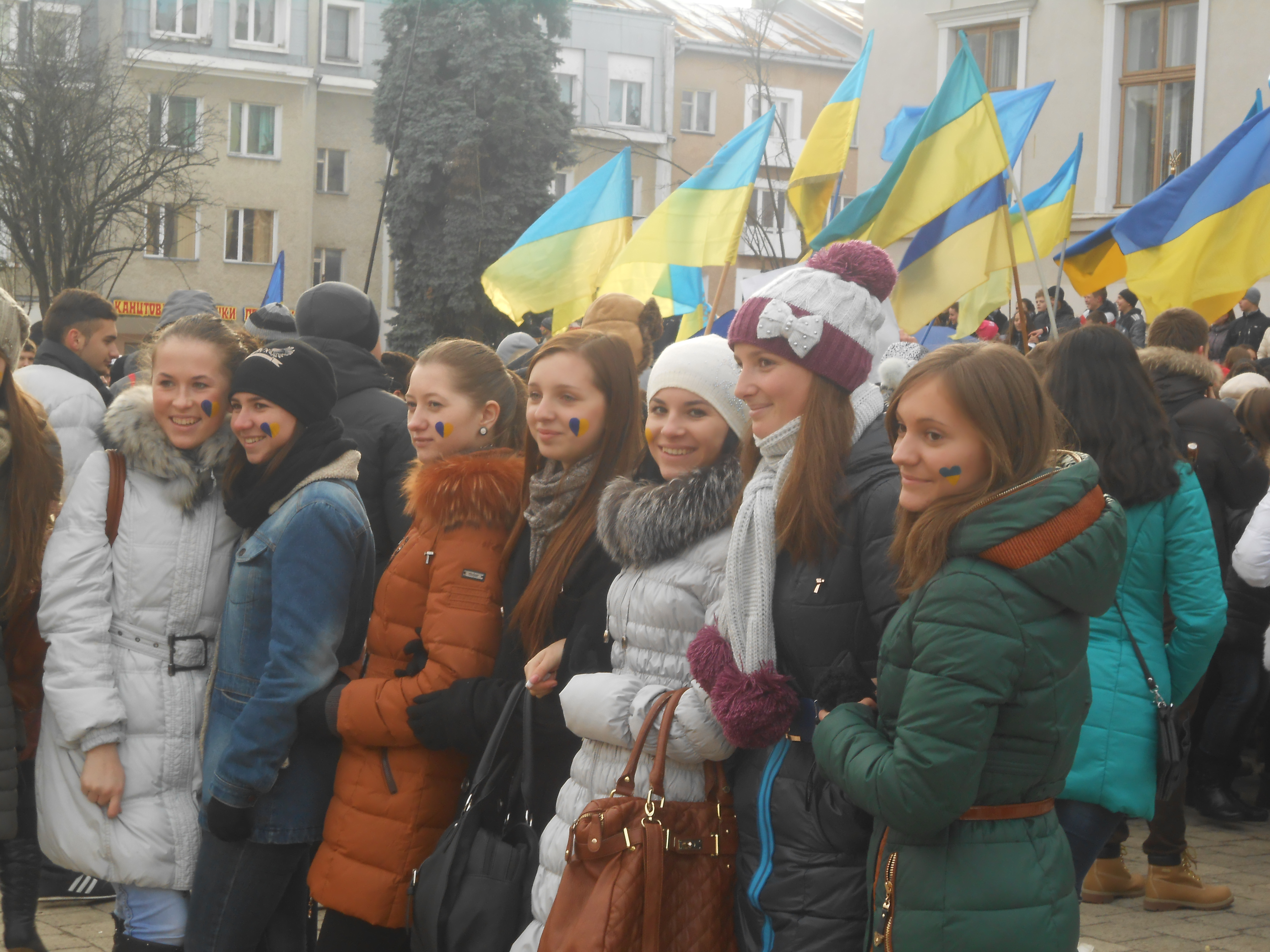
Мітинг в Дрогобичі перед Дрогобицькою ратушею на підтримку Євромайдану та підписання Угоди про асоціацію між Україною та Європейським Союзом 27 листопада 2013 року
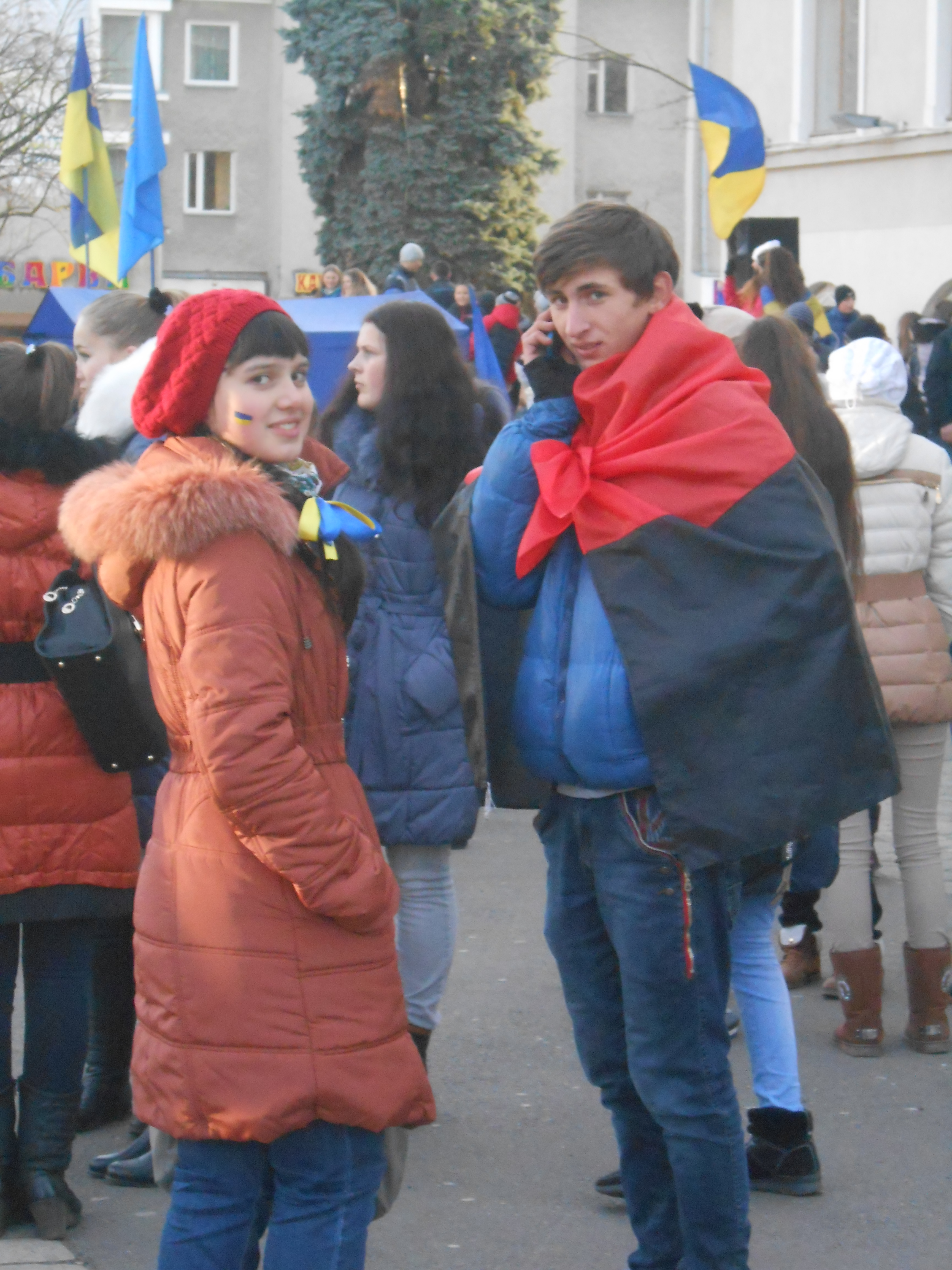
Учасники Євромайдану в Дрогобичі.
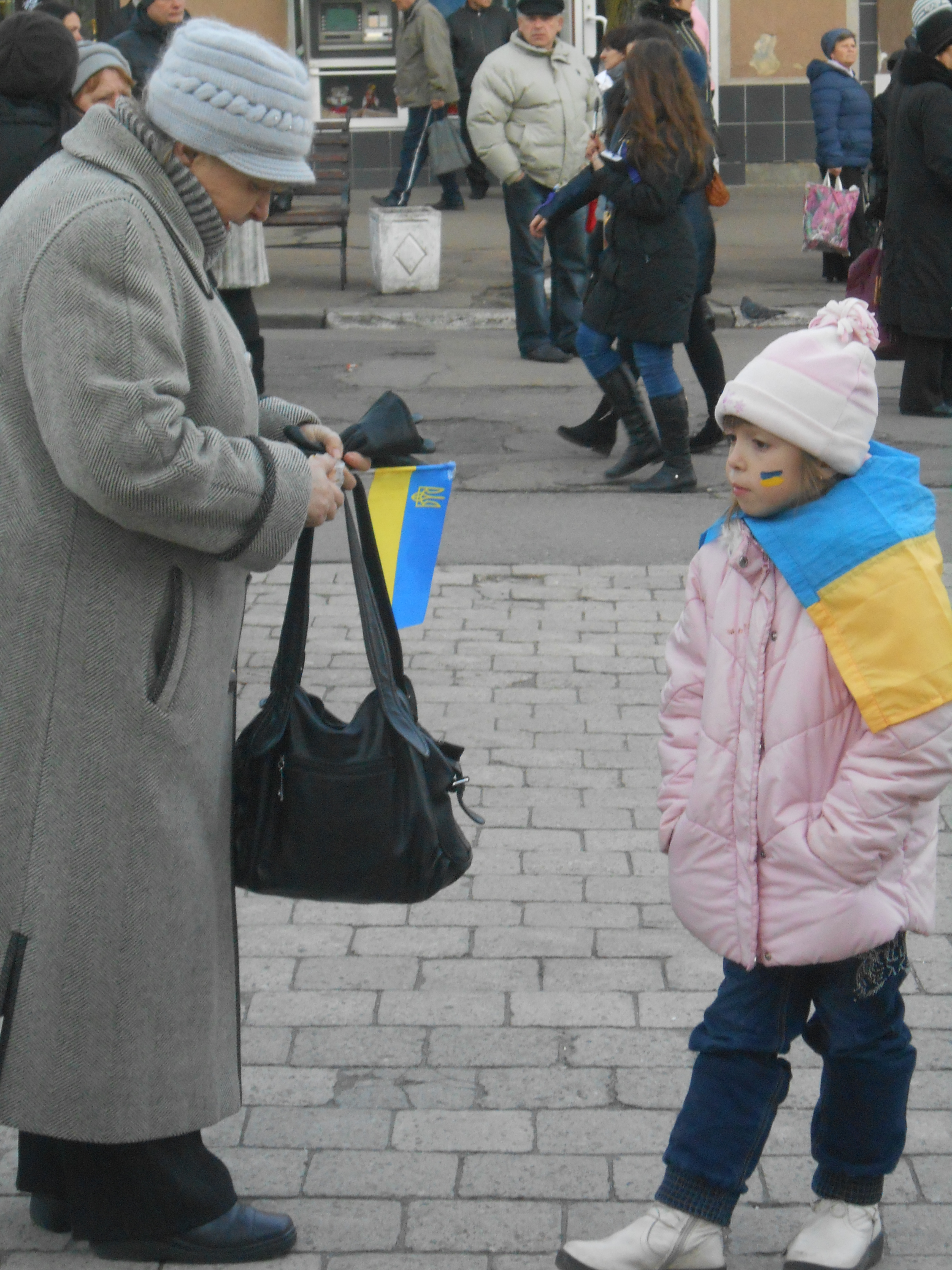
Учасники Дрогобицького Євромайдану. Від малих дітей і по пенсіонерів включно.
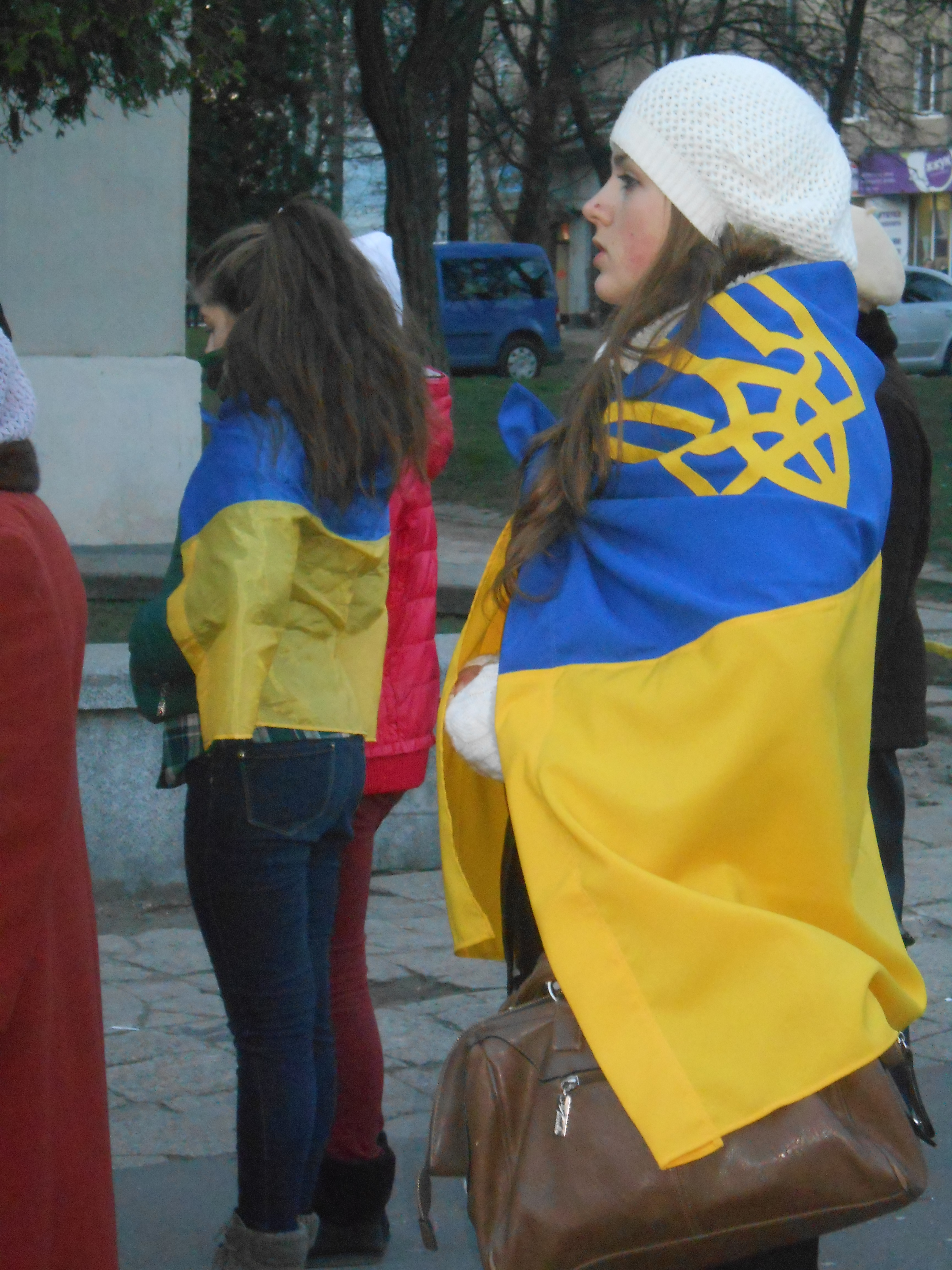
Дівчата з національними прапорами. Мітинг на підтримку Євромайдану 3.12.2013 року.
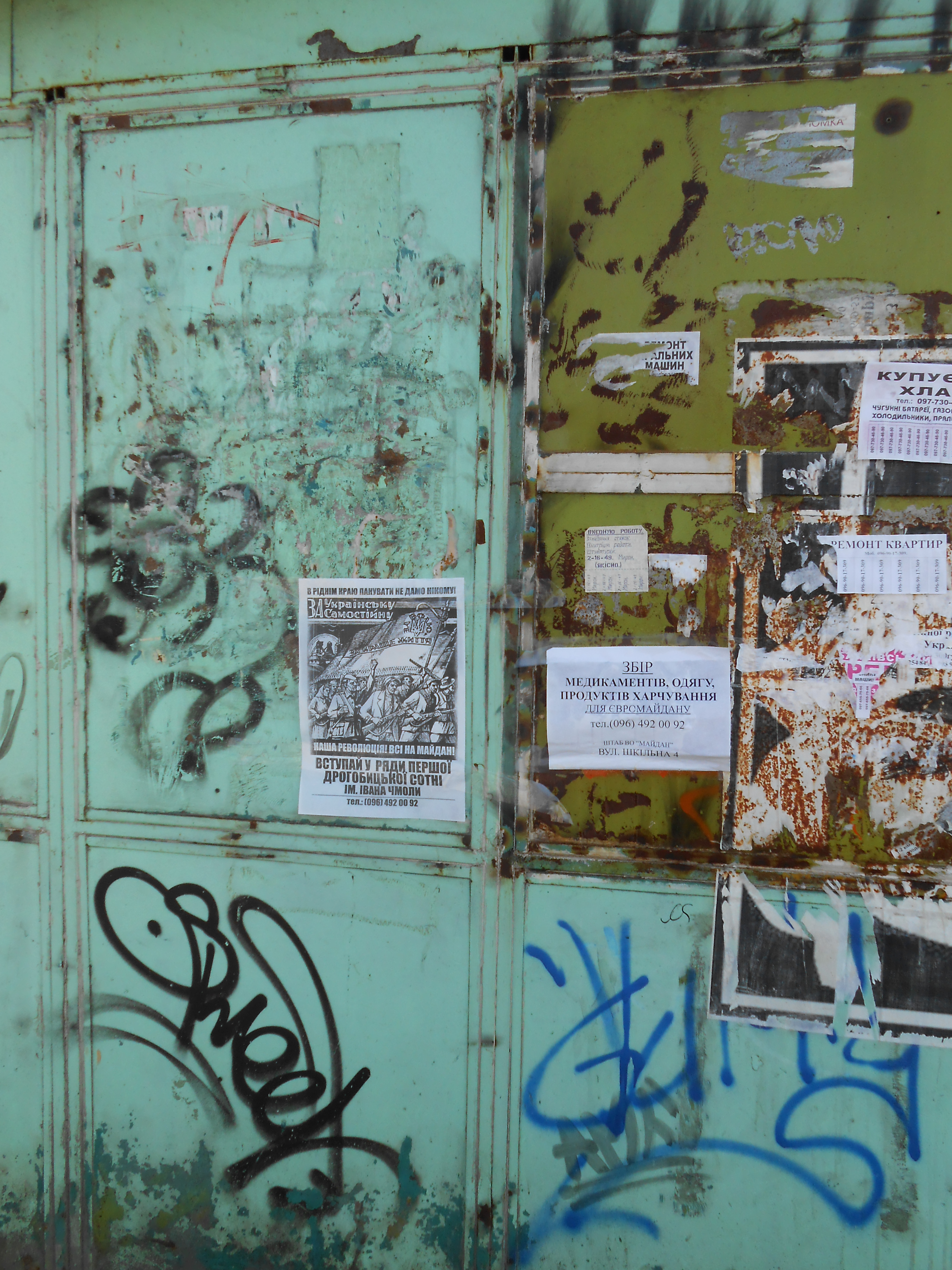
Листівки в Дрогобичі з закликами вступати до Першої Дрогобицької сотні імені Івана Чмоли самооборони Євромайдану та про збір медикаментів, одягу та харчових продуктів для Євромайдану. Дрогобич, вулиця Пилипа Орлика, навпроти хоральної синагоги.

### 2014
20 лютого у Києві вбиті силовиками троє майданівців з Дрогобиччини: уродженець міста Ушневич Олег Михайлович 1982 р.н., дрогобичанин Шилінг Йосип Михайлович 1952 р.н. та мешканець села Летня Дрогобицького району Вайда Богдан Іванович 1965 р.н.

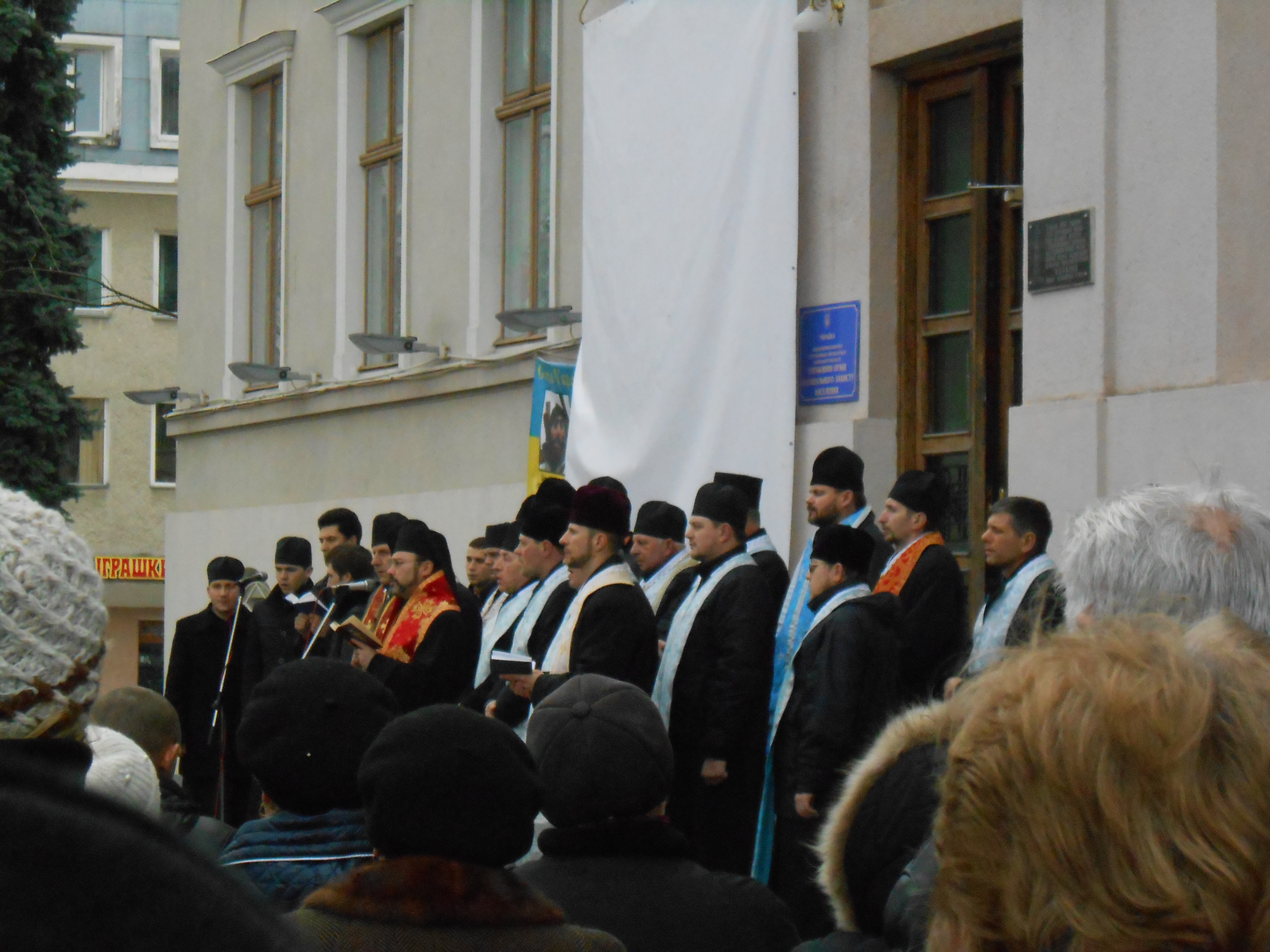
Молитва в Дрогобичі 20 лютого 2014 року за вбитими на Євромайдані
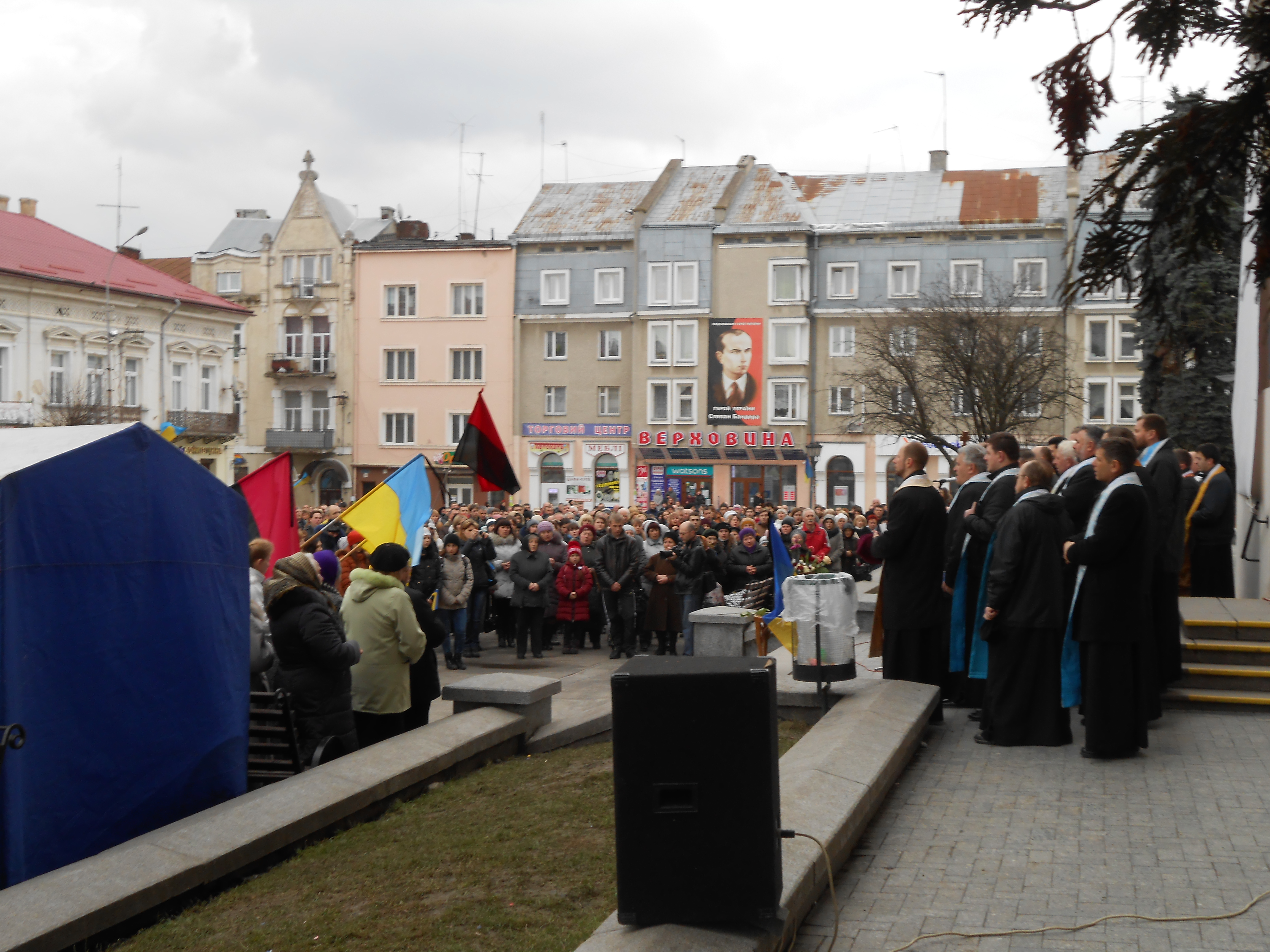
Поминальна молитва в Дрогобичі за вбитими на Євромайдані
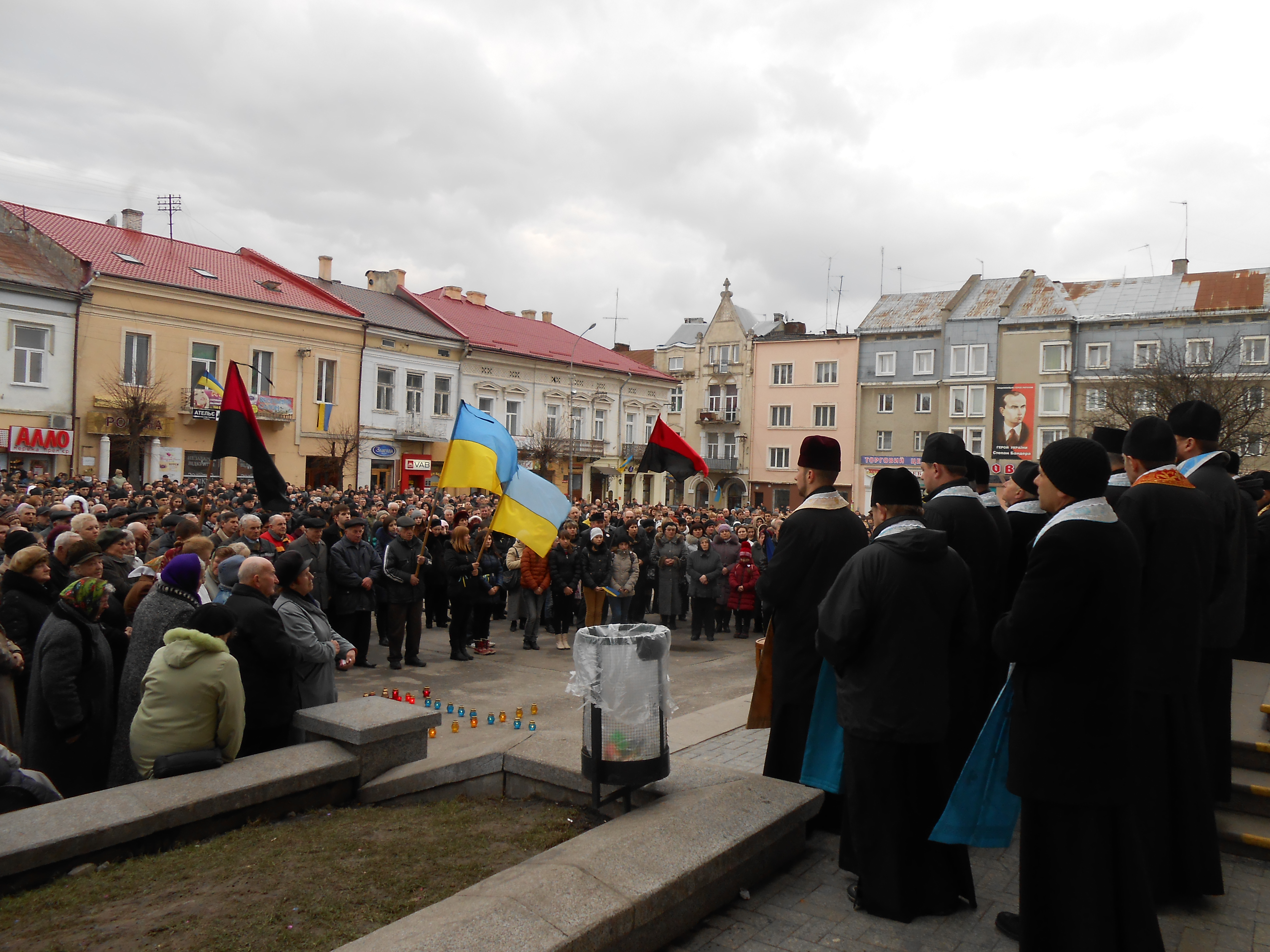
Дрогобичани в молитві за загиблими на Майдані
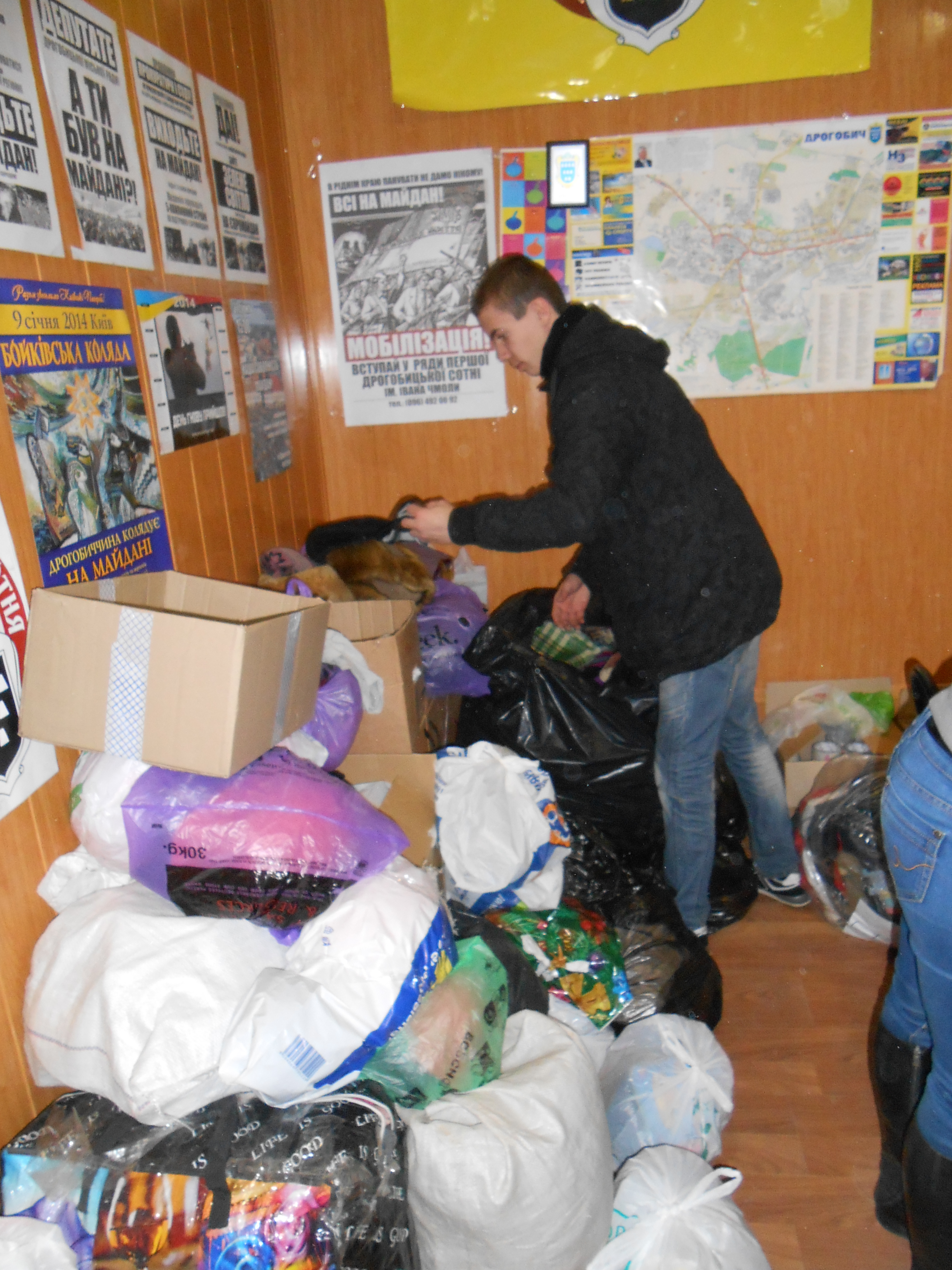
Збір добровільних пожертв від дрогобичан Євромайдану
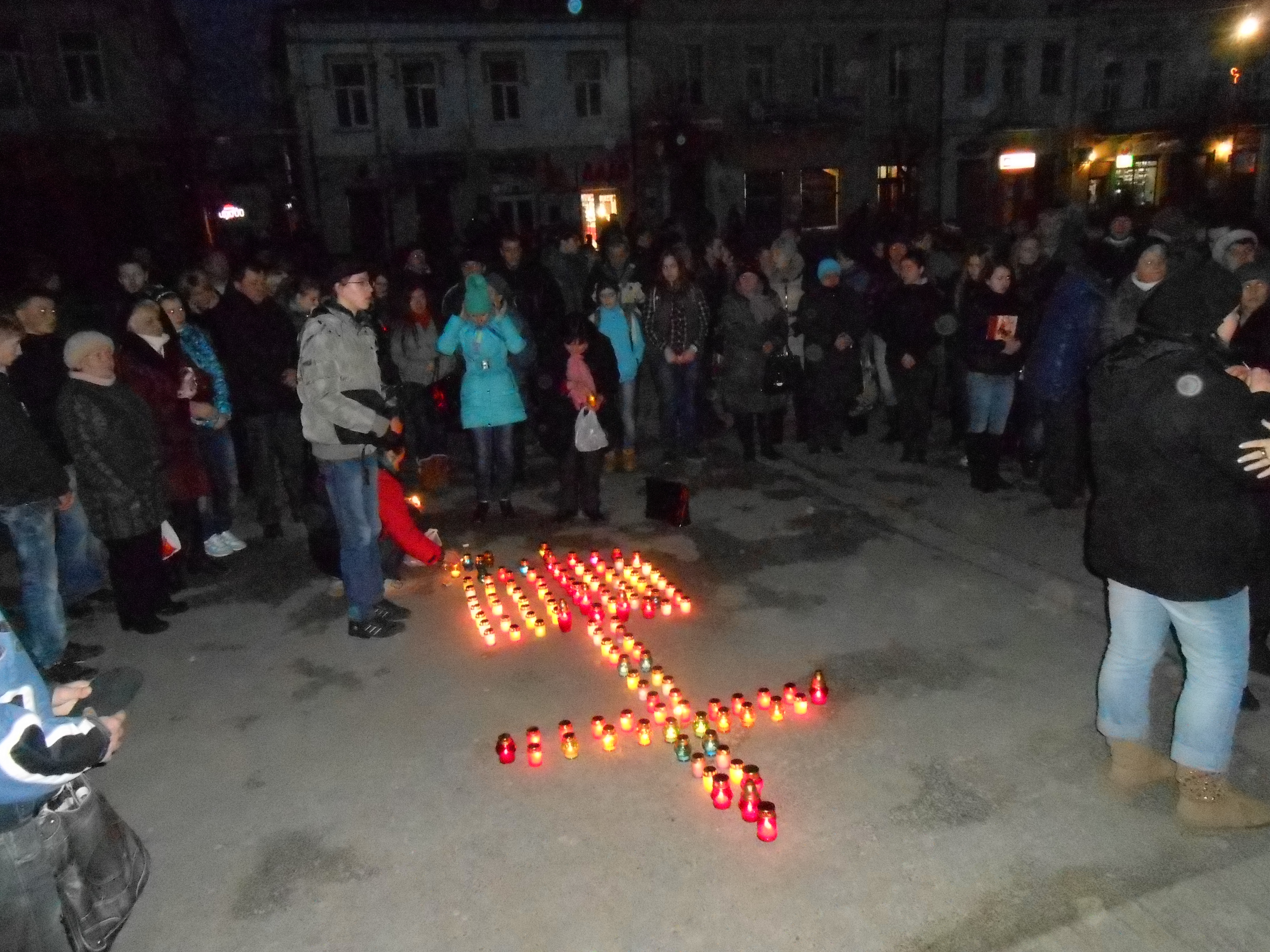
Поминальні свічки від дрогобичан в спомин душ людей, вбитих на Євромайдані.

Того ж дня на позачерговій сесії Дрогобицької міськради, що відбулась пізно ввечері на площі Ринок біля Ратуші, заборонено на території міста діяльність і символіку Партії регіонів та Компартії України, а також розміщення в кабінетах чиновників портретів Віктора Януковича.

### 2015
Станом на кінець лютого в боротьбі за Незалежність України загинуло вже 16 мешканців Дрогобиччини. Крім трьох Героїв Небесної сотні це учасники АТО Артур Гулик (загинув 26 червня 2014), Борис Ігор Володимирович, Дишель Мар'ян Миронович (загинули 11 липня 2014), Шевчук Сергій Мирославович (загинув 17 серпня 2014), Лесешак Дмитро Васильович (загинув 21 серпня 2014), Комар Юрій Ігорович (загинув 26 серпня 2014), Габчак Іван Миколайович (загинув 29 серпня 2014 року в «Іловайському котлі»), Зозуля Тарас Васильович (загинув 31 серпня 2014), Бродяк Степан Миколайович (загинув 5 вересня 2014), Ісик Іван Васильович (5 вересня 2014 тяжко поранений потрапив у полон, помер 14 вересня 2014), Сирватка Михайло Степанович (у вересні 2014 поранений під Горлівкою, помер від поранень 29 грудня 2014), Дідич Ігор Йосипович (5 січня 2015 на трасі поблизу міста Бахмут потрапив в аварію, в котрій загинуло 12 бійців його батальйону, отримав важкі травми, помер 17 січня 2015) та доброволець, боєць 93-ї окремої механізованої бригади Яцків Петро Миколайович (загинув 20 лютого 2015 під Пісками).

### 2023
У ніч на 16 лютого три ракети РФ влучили в об’єкт критичної інфраструктури. Зруйновано та пошкоджено низку будівель. Вибуховою хвилею частково вибито вікна в будівлях в радіусі орієнтовно 700 метрів. Також внаслідок ракетних ударів обвалилася стеля в приміщенні магазину.
21 вересня приблизно о пів на сьому ранку війська РФ завдали по території міста три ракетних удари з влучанням по промисловому об'єкту.
29 грудня приблизно о пів на дев'яту ранку війська РФ завдали повторного ракетного удару по місту, влучивши в інфраструктурний об’єкт.

### 2024
7 лютого приблизно о 7 ранку в Дрогобичі внаслідок ракетного обстрілу з боку РФ прогриміли вибухи. В результаті влучання в об'єкт промислової інфраструктури відбулося руйнування будівель промислового об'єкта та виникла пожежа, яку було ліквідовано профільними структурами.